# Univers de Jane Austen

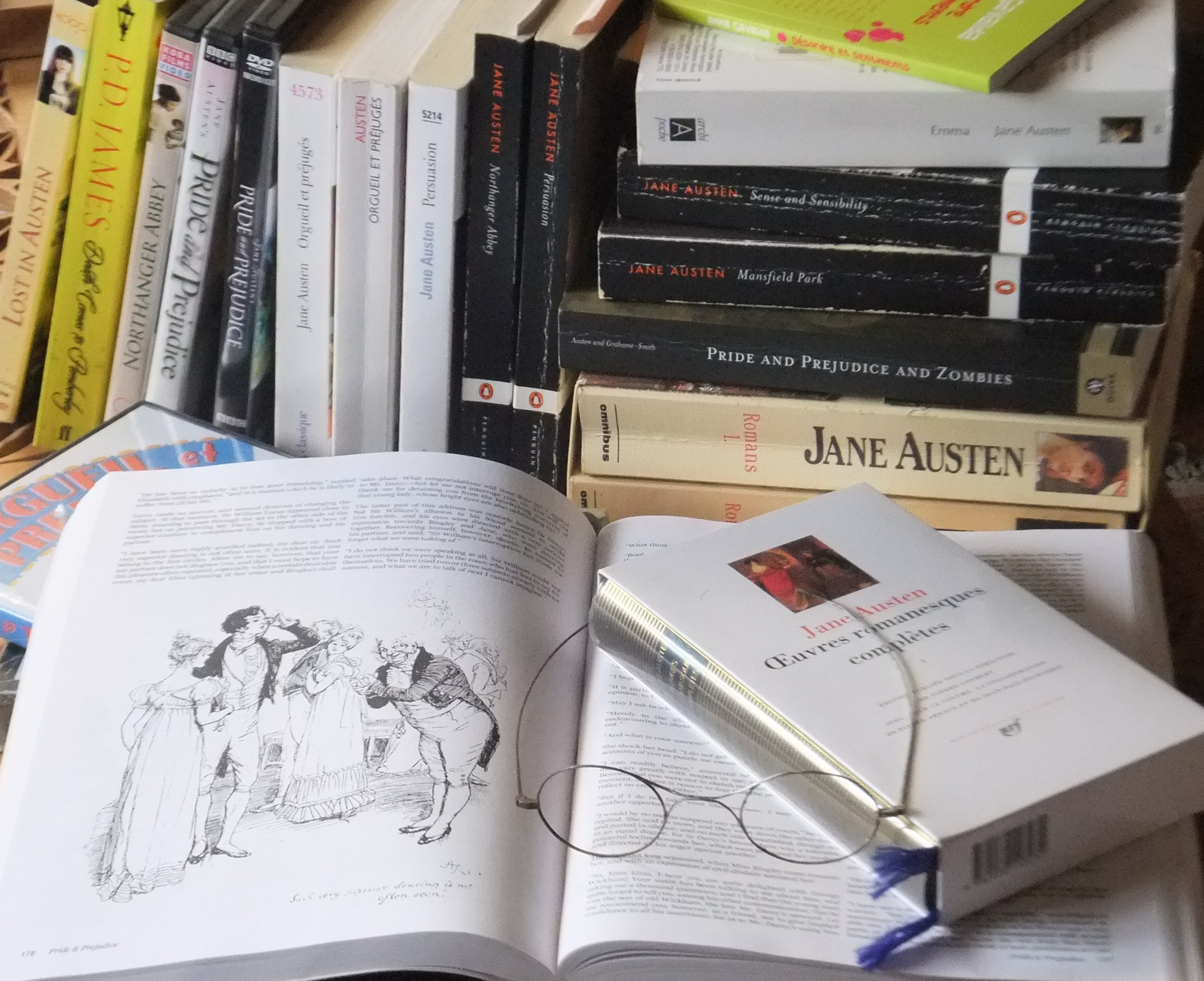
Les six romans de Jane Austen, illustrés, traduits, adaptés, sources d'œuvres dérivées…

Signature du testament de Jane Austen.

Vous lisez un « article de qualité » labellisé en 2013.  Il fait partie d'un « thème de qualité ».
L'univers romanesque de Jane Austen comporte des aspects historiques, géographiques et sociologiques spécifiques à l'époque et aux régions d'Angleterre où se déroule l'action de ses romans.
Les recherches, qui se sont multipliées depuis la seconde moitié du XXe siècle, ne s'intéressent plus seulement à leurs qualités littéraires mais aussi à leur arrière-plan historique et en analysent les aspects économiques et idéologiques, soulignant l'intérêt des ouvrages de Jane Austen dans ces domaines.
D'un autre côté, un véritable culte s'est progressivement instauré autour de l'écrivain et de son œuvre, d'abord dans le monde anglo-saxon, mais le débordant maintenant, et la culture populaire s'est emparée de l'univers qu'elle a créé. Jane Austen écrit pour ses contemporains, déployant ses intrigues dans le cadre relativement étroit du monde qu'elle connaît et dans lequel elle vit, mais Georgette Heyer s'en est inspirée pour inventer le roman d'amour « Régence » en 1935. Depuis le deuxième tiers du XXe siècle des adaptations théâtrales, puis cinématographiques et télévisuelles donnent corps à ses créatures de papier, dans des interprétations différentes en fonction de l'époque où elles sont mises en scène. Des ouvrages « modernes » reprennent et transposent ses intrigues, comme le Journal de Bridget Jones, des préquelles et des suites sont inventées autour de ses personnages par des admirateurs parfois célèbres, comme John Kessel et P. D. James, ou des écrivains de romances, et le phénomène s'est amplifié avec internet et les sites en ligne.
Comme cela s'est produit pour Charles Dickens ou les sœurs Brontë, mais de manière différente, Jane Austen est « entrée dans le domaine public », aussi le culte porté à sa personne et à son œuvre a-t-il donné naissance à une industrie florissante : Bath, en particulier avec son Jane Austen Centre, ou Chawton, où se trouve le Jane Austen's House Museum, entretiennent sa mémoire, des voyagistes organisent des circuits autour des lieux qu'elle a fréquentés, un tourisme particulier s'est créé dans les régions et autour des demeures de l'English Heritage où sont tournées les adaptations cinématographiques ou télévisuelles de ses romans.

## Les romans de Jane Austen

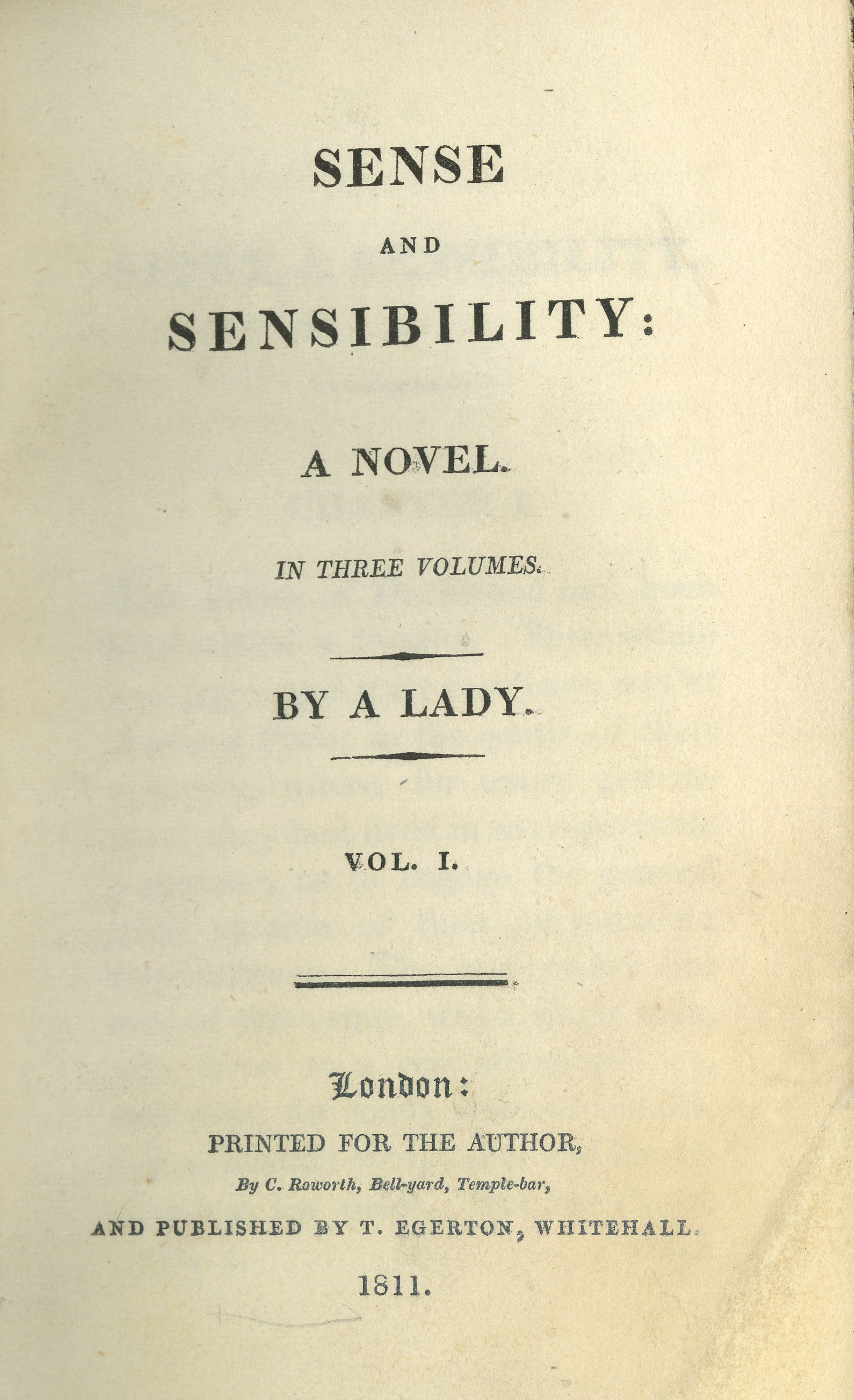
Page de titre de la première édition de Sense and Sensibility en 1811 : roman en trois tomes, « by a Lady ».

### Les textes
Outre des œuvres de jeunesse, regroupées sous le titre de Juvenilia, restées non publiées jusqu'en 1954, une pièce de théâtre parodique Sir Charles Grandison, or, The happy man: a comedy in five acts (Sir Charles Grandison, ou l'Homme heureux, comédie en cinq actes) et un court roman épistolaire, Lady Susan, Jane Austen laisse six romans, dont quatre parus de son vivant, de façon anonyme.
- Elinor and Marianne, un roman épistolaire écrit en 1795, retravaillé en 1798[2] et en 1811 pour la publication (à compte d'auteur) sous le titre de Sense and Sensibility.
- First Impressions, rédigé entre 1796 et 1797 (elle a 21-22 ans), révisé en 1811, publié en janvier 1813 sous le titre Pride and Prejudice.
- Mansfield Park, commencé en octobre 1812, publié en août 1814.
- Emma, commencé en mai 1814, terminé en août 1815, sorti en décembre de la même année.

Northanger Abbey, écrit en 1798-1799, et Persuasion, achevé en août 1816 alors qu'elle est déjà très malade, sont publiés à titre posthume par son frère Henry en décembre 1817, accompagnés d'une « notice biographique sur l'auteur » (Biographical Notice of the Author) qui lève son anonymat. Elle n'en a probablement pas choisi les titres : Northanger Abbey s'appelait Susan en 1803, lorsqu'elle en vendit les droits à Crosby, puis Catherine dans sa correspondance avec Cassandra, où elle évoque aussi The Elliots et non Persuasion.
Ses autres ouvrages sont restés longtemps manuscrits. Lady Susan, un premier roman, de forme épistolaire (sauf la brève conclusion), est probablement écrit en 1793 ou 1794 (à 18 ou 19 ans). Il en existe une copie soignée, sans titre, non datée, mais probablement de 1805 ; ce roman n'est publié qu'en 1871 dans la foulée de A Memoir of Jane Austen, de son neveu James Edward Austen-Leigh. Il en est de même pour les quelques pages de The Watsons, roman commencé à Bath en 1804 et abandonné à la suite de la mort de son père en 1805. Sa dernière œuvre, commencée en janvier 1817 mais arrêtée au bout d'une cinquantaine de pages en mars, ne sera éditée qu'en 1925 sous le titre Sanditon.
Les divers manuscrits existants sont dispersés entre Oxford (Bodleian Library), Londres (British Library), Cambridge (King's College) et New York (Pierpont Morgan Library), mais sont réunis sous format numérique dans une collection virtuelle : Jane Austen’s Fiction Manuscripts Digital Edition. Les brouillons et manuscrits au propre des ouvrages publiés ont été détruits, comme c'était l'usage à l'époque.

### Arrière-plans
Tous les romans de Jane Austen sont maintenant considérés comme des documents de civilisation fiables. Derrière le thème conventionnel de l'intrigue sentimentale au dénouement convenu, sous l'architecture stylistique parfaitement maitrisée et l'« ironie lumineusement impertinente », ils sont révélateurs de leur époque et de ses mutations.
Jane Austen écrit pendant environ vingt ans (1795-1817), avec une interruption de quelques années (1805-1809) après la mort de son père. La charnière entre le XVIIIe et le XIXe siècle est une période troublée où son pays est pratiquement constamment en guerre avec la France. C'est aussi une période de profondes mutations économiques qui voit diminuer l'influence de l'aristocratie terrienne traditionnelle au profit de nouvelles classes sociales, enrichies par la révolution industrielle, le grand commerce ou les guerres napoléoniennes. Ce contexte socio-économique apparaît en filigrane dans son œuvre : Orgueil et Préjugés (dont la première version date de 1796-1797) met en scène des personnages issus de la grande bourgeoisie textile du nord de l'Angleterre (les Bingley) et du grand commerce londonien (les Gardiner) ; Mansfield Park (écrit en 1812-1813) et Persuasion (achevé en 1816) montrent l'ascension sociale d'officiers de la Royal Navy, le lieutenant William Price et surtout le captain Frederick Wentworth.
En outre, sa famille atteste qu'elle a l'habitude de revenir régulièrement sur ses manuscrits et de les amender, de commencer un nouveau roman alors qu'elle corrige les épreuves du précédent, voire de « recycler » ses textes restés manuscrits. Cela explique l'impression que ses romans reprennent constamment les mêmes thèmes, essentiellement le mariage et l'argent, les affinant ou les étudiant sous un autre angle : on trouve des éléments du roman abandonné The Watsons dans Mansfield Park, dans Emma et peut-être dans Pride and Prejudice. Les dates de publication créent entre eux des liens inattendus : son dernier roman achevé, Persuasion, paraît en même temps que l'un de ses plus anciens (écrit en 1797-1798), et Sanditon apparaît comme une suite de Northanger Abbey bien que vingt ans les séparent.

## Aspects historiques

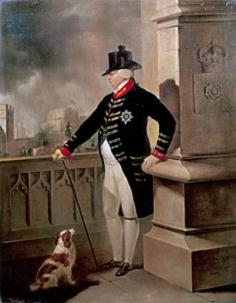
Le « roi-fermier » George III peint par Peter Edward Stroehling en 1807, à l'apogée de sa popularité avant de sombrer dans la folie.

Toute la vie de Jane Austen (1775-1817) se déroule pendant le règne de George III (1760-1820) et son œuvre est tout entière située pendant la deuxième moitié de ce règne, et en particulier à l'époque de la régence de son fils (1811-1820), le « Prince Régent ».
Les intrigues de ses grands romans sont ancrées dans la vie quotidienne de la gentry, la petite noblesse campagnarde à laquelle elle appartient et qu'elle observe d'un regard acéré, ce qui fait de son œuvre une source foisonnante d'informations pour comprendre le quotidien de ce microcosme alors que le pays, après avoir perdu ses colonies américaines est empêtré dans les guerres napoléoniennes.
Dans ce contexte particulièrement tourmenté sur le plan historique et en pleine révolution industrielle, ses romans donnent un éclairage sur la hiérarchie sociale, la place du clergé, la condition féminine, le mariage, ou encore les loisirs de la classe aisée. Sans que le lecteur en soit toujours pleinement conscient, sont évoqués de nombreux détails de la vie courante, des aspects juridiques oubliés ou des coutumes tombées depuis en désuétude, qui donnent vie à cette période de l'histoire de la société anglaise qu'on appelle la société georgienne, et plus précisément l'époque de la Régence.
Cependant, la vision de l'Angleterre que présente Jane Austen est exclusivement décrite du point de vue d'une femme de la petite gentry vivant dans une société patriarcale rigide aux alentours des années 1800. Appartenant à une famille plutôt aisée et très cultivée, bénéficiant de belles relations (« well connected »), elle a des clartés sur de nombreux domaines, mais les bonnes manières lui interdisent d'aborder certains sujets. Aussi certains aspects historiques essentiels de l'époque, comme la perte des colonies américaines, la Révolution française, la révolution industrielle en marche, la naissance de l'Empire britannique, sont-ils pratiquement absents de son œuvre : c'est l'immersion dans le quotidien de l'Angleterre rurale de son temps qu'on rencontre dans ses romans. Pour Karl Kroeber, professeur à l'université Columbia, Jane Austen possède une véritable vision historique : en s'attachant à décrire les menus événements de la vie banale de demoiselles très ordinaires en instance de mariage dans « un petit village de campagne », en se concentrant sur des événements minuscules apparemment sans importance, elle met en lumière les changements significatifs qui se produisent entre 1795 et 1816 au niveau le plus profond de la société de son temps.

## Aspects géographiques

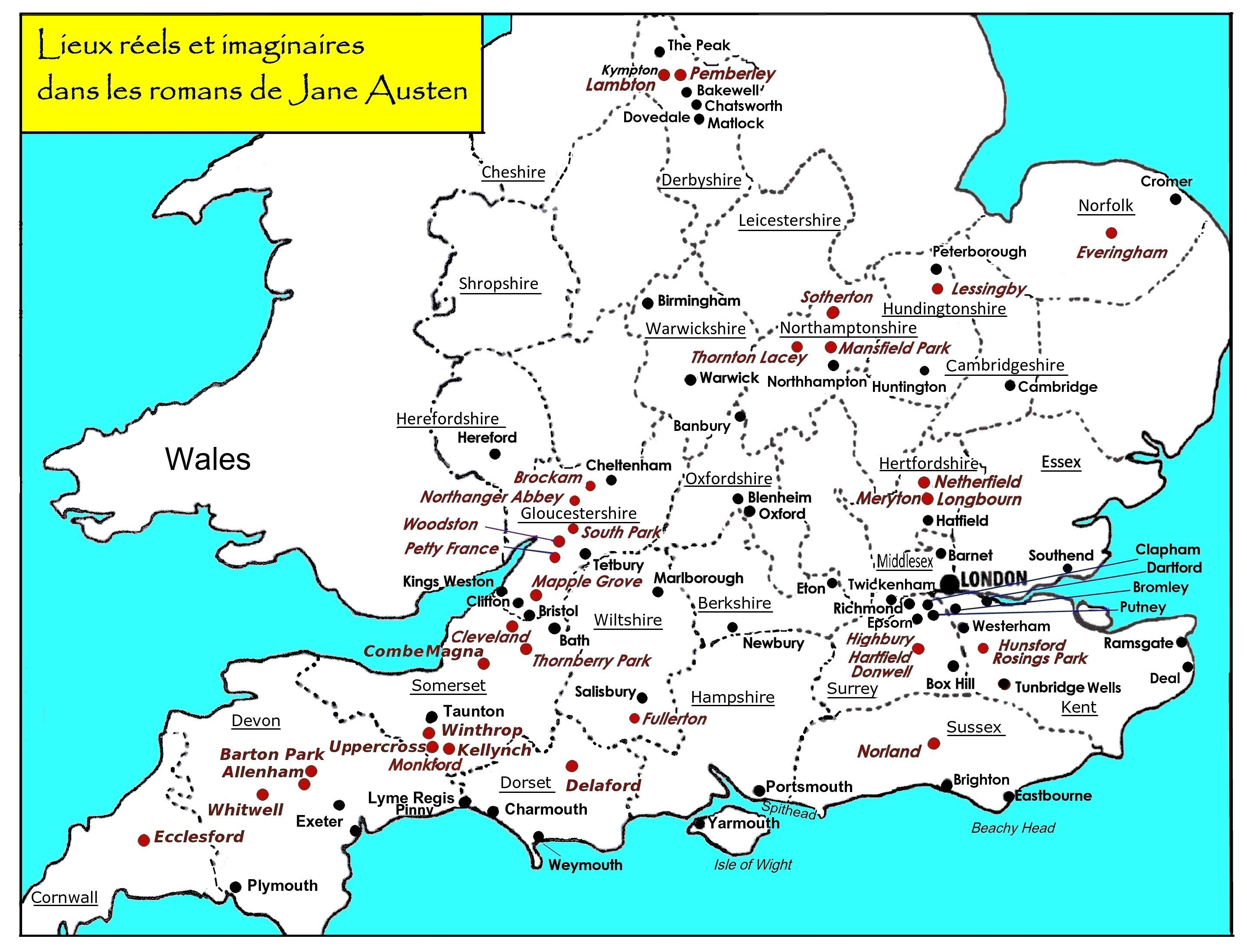
Carte de l'Angleterre regroupant les lieux réels fréquentés par l'un ou l'autre des personnages des six romans de Jane Austen (en noir) et les lieux imaginaires où ils résident (en rouge et en italique).

Les endroits où vivent les personnages, et ceux qu'ils fréquentent à l'occasion de leurs nombreux déplacements, permettent de donner une vision précise du monde de Jane Austen, bien qu'elle ne décrive pratiquement jamais les paysages et les décors, laissant aux lecteurs le soin de les imaginer. Il s'agit d'un espace assez restreint, essentiellement la moitié sud de l'Angleterre, et, à l'exception du Northamptonshire où elle situe le domaine de Sir Bertram, des régions qu'elle connaissait personnellement ; mais d'autres lieux sont également évoqués par les protagonistes, comme Antigua dans Mansfield Park, les Indes dans Sense and Sensibility, l'Écosse (avec Gretna Green) et le Northumberland (avec Newcastle) dans Pride and Prejudice, L'Irlande dans Emma, les Açores, le Cap ou Gibraltar dans Persuasion. L'utilisation de noms de régions et de villes bien réelles renforce ainsi l'impression de vraisemblance.

### Les comtés d'Angleterre

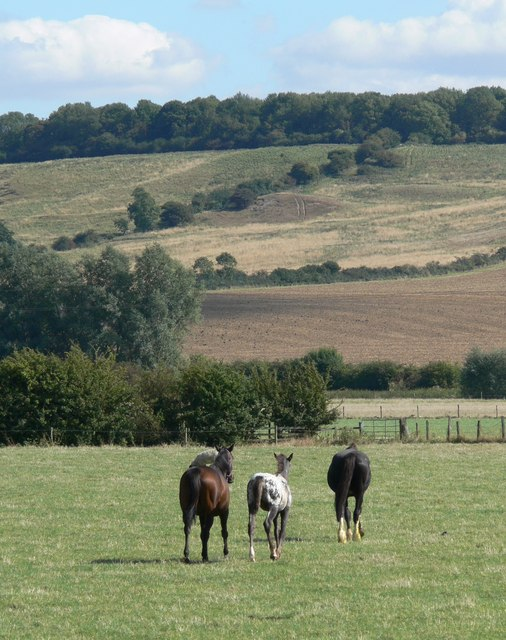
Le Northamptonshire était célèbre pour ses paysages vallonnés propices à l'équitation et à la chasse au renard.

Voyager était habituel pour la gentry oisive ; on visitait amis ou parents : Jane Austen va voir son frère Edward à Godmersham dans le Kent en 1798 et est hébergée chez divers membres de la famille après le décès de son père avant de pouvoir se fixer à Chawton en 1809. Mais, ses romans relevant de la tradition des Conduct Novels, les déplacements des personnages ont une forte valeur symbolique : ses héroïnes sont amenées à évoluer au fil d'un parcours initiatique qui les confronte à des lieux et des groupes sociaux qui leur sont étrangers. Toutes, à part Emma Woodhouse qui ne quitte pas son Surrey natal, accomplissent un voyage à la fois géographique, sentimental, social et moral.
Le déplacement à travers divers comtés d'Angleterre et vers Londres fait ainsi partie des thèmes récurrents.
Quatre romans commencent par un départ du domicile familial, définitif dans Sense and Sensibility, Mansfield Park et Persuasion :
- Les demoiselles Dashwood abandonnent une vie confortable dans le Sussex de leur enfance pour aller habiter le lointain Devon ;
- Fanny Price, timide et affectueuse gamine de dix ans, est transplantée d'un quartier populaire de Portsmouth, au sud du Hampshire, dans un grand domaine du Northamptonshire, Mansfield Park, où on la traite en parente pauvre ;
- Anne Elliot doit quitter Kellynch Hall, dans le Somerset, le domaine ancestral de sa famille maintenant loué à des étrangers, et ses déplacements soulignent sa capacité d'adaptation à des communautés socialement extrêmement différentes[22] : après quelque temps à Kellynch Lodge que loue Lady Russell, elle va à Uppercross tenir compagnie à sa sœur Mary ; l'escapade improvisée à Lyme Regis, dans le Dorset, puis le séjour à Bath jouent un rôle majeur dans l'intrigue et le dénouement[22].
- Catherine Morland, fille d'un pasteur aisé du Wiltshire, se contente d'une absence de onze semaines mais qui occupe pratiquement la totalité du roman[21] : elle accompagne des amis de la famille à Bath (dans le Somerset) puis est invitée à Northanger Abbey dans le Gloucestershire. À 17 ans, elle découvre ainsi le monde et mûrit au contact de Henry et Eleanor Tilney.

Quant à Elizabeth Bennet, qui passe la majeure partie du roman dans le Hertfordshire, elle accomplit deux voyages décisifs : un séjour printanier de quelques semaines dans le Kent puis un voyage estival dans le Derbyshire qui l'amène à Pemberley.

### Les paysages
Chez Jane Austen, la description d'un paysage n'est, en général, ni très développée ni gratuite. Virginia Woolf fait remarquer qu'« elle n'abordait la nature et ses beautés que d'une façon biaisée qui lui était personnelle ». Comme chez d'autres femmes de lettres de l'époque, les descriptions donnent à voir l'état d'esprit du personnage qui les fait, ou ont une portée symbolique.

#### Paysage pittoresque

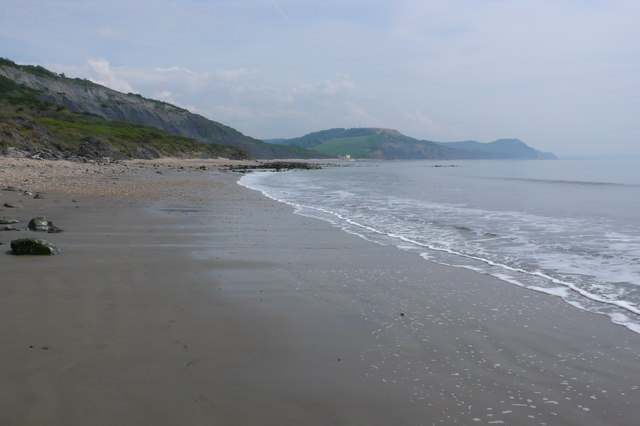
La côte à marée basse entre Lyme et Charmouth.

Le circuit (tour) pittoresque, auquel invitaient les guides de voyages généralement illustrés d'eaux-fortes comme ceux du Révérend William Gilpin, était devenu à la mode en même temps que le tourisme. Aussi Jane Austen estime-t-elle inutile de décrire les lieux célèbres visités par Elizabeth Bennet, car ils « sont suffisamment connus » et assez abondamment détaillés par ailleurs.
Ce n'est que dans Persuasion qu'« elle s'attarde souvent sur la beauté et la mélancolie de la nature », consciente sans doute de l'évolution des goûts de ses contemporains. Elle y évoque chaleureusement les environs accidentés de Lyme Regis, Charmouth, Up Lyme, Pinny « avec ses crevasses verdoyantes entre les rochers romantiques », et la ville elle-même, mélancolique et désertée, maintenant que la saison des bains de mer est finie.

#### Révélateur de sentiments
Les paysages, souvent vus à travers les yeux et la sensibilité des personnages qui les contemplent, révèlent leurs sentiments et leurs émotions.
Ainsi, Marianne Dashwood, qui a fait des adieux éplorés aux bois de Norland avec une sensibilité préromantique, arpente les « superbes promenades » qu'offre la vallée de Barton où elle habite désormais, admirant le paysage selon les conventions esthétiques prônées par Gilpin.
Elizabeth Bennet, émerveillée par la beauté harmonieuse et équilibrée du parc de Pemberley, prend conscience que le domaine est à l'image de son propriétaire et son point de vue sur Darcy évolue.
Fanny Price, comme ses poètes favoris, est sensible au lyrisme de la nature : la beauté du ciel « dans l'éclat d'une nuit sans nuage », une promenade à cheval à la fraîche un matin d'été, ou la sortie en calèche de Mansfield Park à Sotherton à travers le paysage vallonné du Northamptonshire, au cours de laquelle elle est « ravie d'observer tout ce qui était nouveau et d'admirer tout ce qui était joli ». Et la mélancolique Anne Elliot se sent en harmonie avec les paysages d'automne.

#### Connotations symboliques

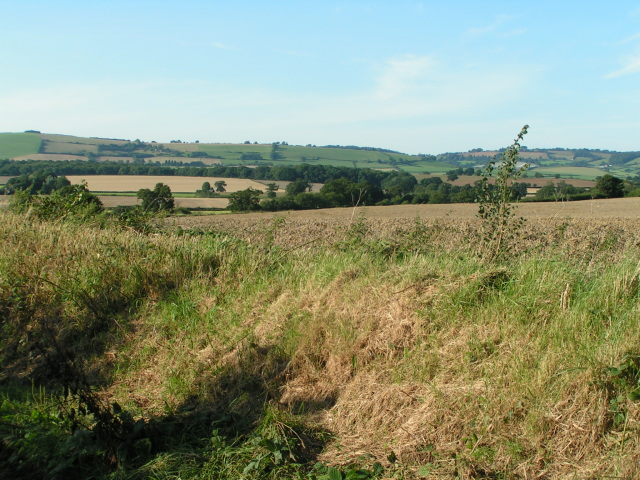
Du côté de Stevenstone Barton, un des nombreux Barton du Devon.

Mais le paysage ne se contente pas de révéler des sentiments et des émotions, il a aussi une fonction symbolique.
Démythification et contenu allégorique
Si Barton valley est admirée de Marianne et correspond à la vision bucolique des riches oisifs tentés, comme le vain Robert Ferrars, de jouer les campagnards, Jane Austen démythifie cette image par trop idyllique. George Crabbe, poète dont elle admirait les écrits, l'avait déjà fait naguère dans The Village. Elle y fait vivre chichement Mrs Dashwood et ses filles dans un cottage (il s'agit ici d'une maisonnette au prosaïque toit de tuiles et non pas d'une poétique chaumière) et donne au pragmatique Edward venu en visite l'occasion d'admirer l'exploitation raisonnée et l'opulence des terres agricoles.
Invitée par sa tante Gardiner à un voyage d'agrément « peut-être jusqu'aux Lacs », Elizabeth Bennet s'en réjouit : « Adieu déception et chagrin. Que sont les hommes face aux rochers et aux montagnes ! Ah ! quelles heures d'extase nous allons passer ! ». Mais le voyage vers le Derbyshire a une valeur initiatique pour elle : grâce à la visite de Pemberley, domaine « sans rien d'artificiel », elle apprend à ne pas se contenter d'admirer la surface des choses, leur aspect esthétique ou pittoresque.
Dans Mansfield Park, la promenade dans le vaste parc de Sotherton aux allées sinueuses fonctionne comme une parabole : le franchissement des portes, clôtures et barrières successives annonce symboliquement le niveau de transgressions sociales et morales auxquelles sont prêts tous les personnages, sauf Fanny.

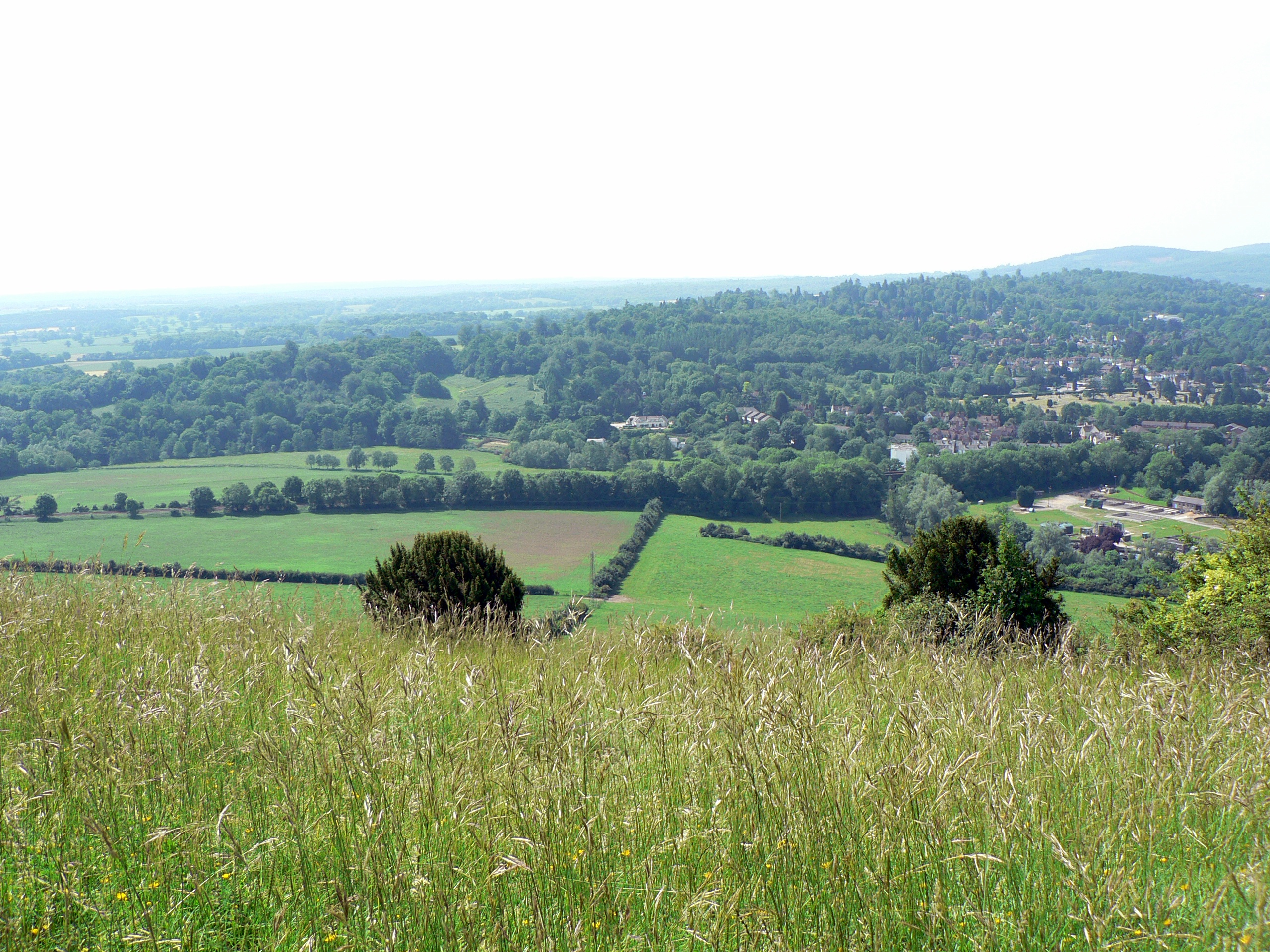
Paysage du Surrey vu depuis Box Hill (la colline aux buis).

En revanche, Box Hill n'est même pas décrite alors qu'il s'agit d'un lieu d'excursion aussi couru à l'époque de Jane Austen qu'aujourd'hui, d'où on peut contempler un beau panorama : « Every body had a burst of admiration on first arrivings » (« tout le monde poussa un cri d'admiration en arrivant ») écrit seulement la narratrice, alors que s'y déroule une scène-clé d'Emma. Le pique-nique à Box Hill, malgré des conditions idéales, tourne au désastre parce que Miss Woodhouse, oubliant ses responsabilités, se conduit égoïstement.
Valeur métaphorique
Dans tous les romans est évoqué un paysage de bocages et de haies, métaphore de la vie confinée et « enclose » que subissent les jeunes femmes, mais historiquement lié au mouvement des enclosures : Elinor préfère garder le silence lorsque John Dashwood, pour éviter d'offrir un bijou à ses demi-sœurs, se plaint du prix des clôtures, alors qu'il accroît sa fortune en participant à ce mouvement qui transforme les communaux ouverts à la libre pâture en parcelles privées bordées de haies.
Henry Tilney, initiant Catherine à l'art du dessin de paysage au cours de leur promenade à Beechen Cliff avec sa sœur, aborde cette question qui bouleverse (à son avantage) la vie du monde agricole du Gloucestershire où se trouve son presbytère, en évoquant « les forêts, leur clôture, les terres en friche, les terres de la couronne et le gouvernement ».
Les promeneurs qui vont d'Uppercross à Winthrop traversent de vastes terrains clos (through large enclosures) fermés par des barrières et empruntent des chemins bordés de haies vives, ce qui permet à Anne Elliot de surprendre une conversation essentielle entre Wentworth et Louisa ( Captain Wentworth and Louisa in the hedge-row behind her).

### Les domaines

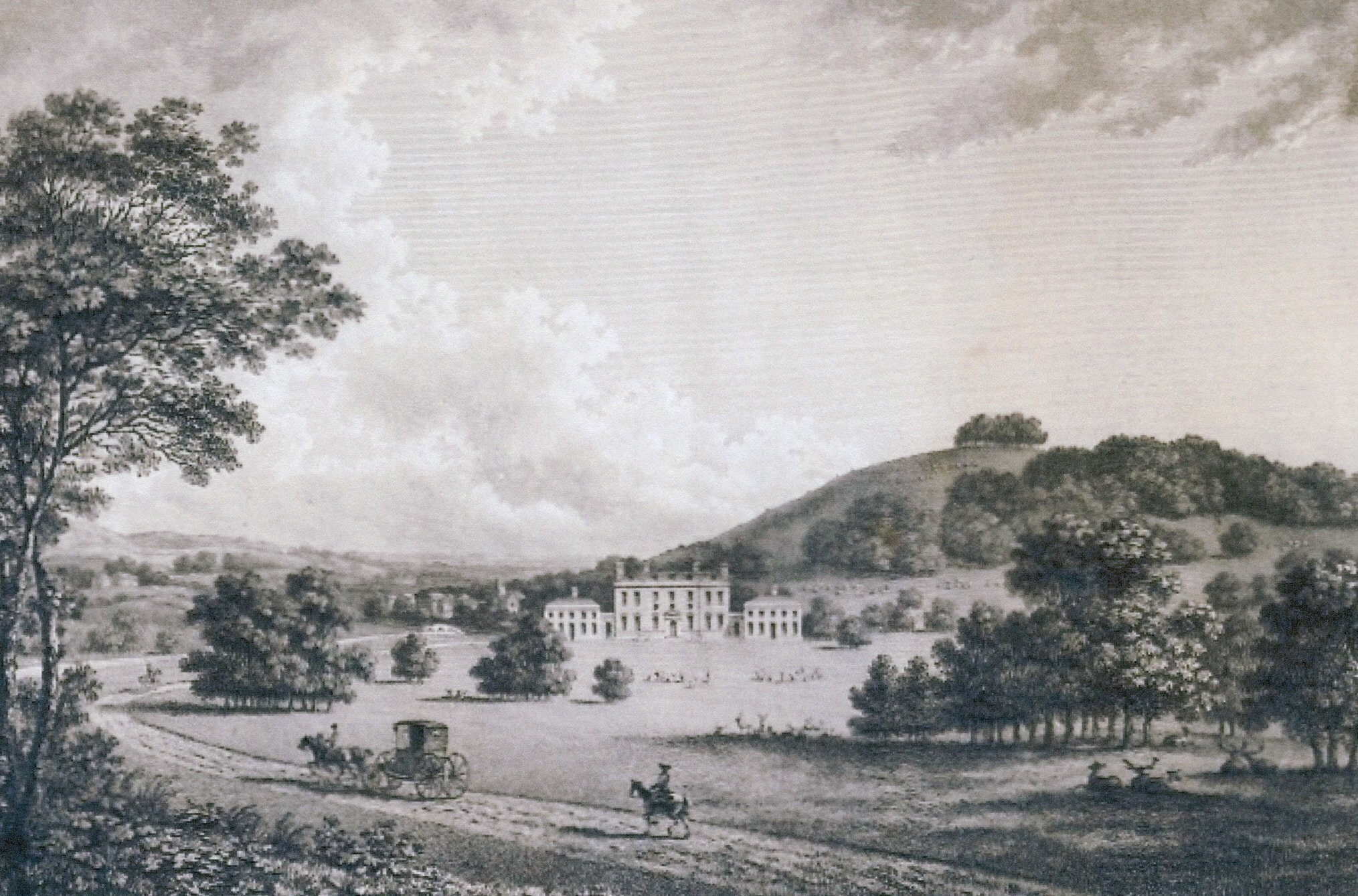
Godmersham Park, en 1779. Jane y a séjourné et pourrait s'en être inspirée pour Norland, Mansfield Park et même Pemberley.

Jane Austen oppose les landlords dont la famille possède et gère le domaine depuis des générations, dont Mr Darcy et Mr Knightley sont les archétypes, à ces nouveaux propriétaires à l'ostentation vaniteuse qui, malgré de confortables revenus, ne se reconnaissent aucune obligation, ni envers leur parenté, ni envers leurs voisins. Cette riche aristocratie terrienne, représentée par John Dashwood ou le général Tilney, qui dépense des sommes folles à embellir ses domaines, a un rapport dévoyé au patrimoine et une approche utilitariste de l'agriculture ; par la pratique fort rentable pour elle des enclosures, elle entraîne, à partir des années 1790, l'appauvrissement corrélatif des habitants des campagnes.
La romancière, pour qui la tradition a de la valeur, oppose ainsi, dans Raison et Sentiments, Norland dont les « améliorations » (improvements) n'obéissent qu'à la mode, affichant l'égoïsme et la vanité du nouveau propriétaire, à Barton et Delaford, les propriétés de John Middleton et du colonel Brandon, dont l'aménagement correspond davantage à l'idée qu'elle se fait d'un domaine sagement exploité. Edward Ferrars a admiré les « bois pleins de beaux arbres de Sir John [… ses] riches prairies et les fermes soignées éparpillées çà et là ». Delaford, préfigurant Donwell Abbey, est « une belle vieille demeure, avec tout le confort et l'agrément possible » (« a nice old fashioned place, full of comforts and conveniences ») : c'est surtout un domaine auto-suffisant et organisé pour permettre à ceux qui en dépendent de vivre confortablement.

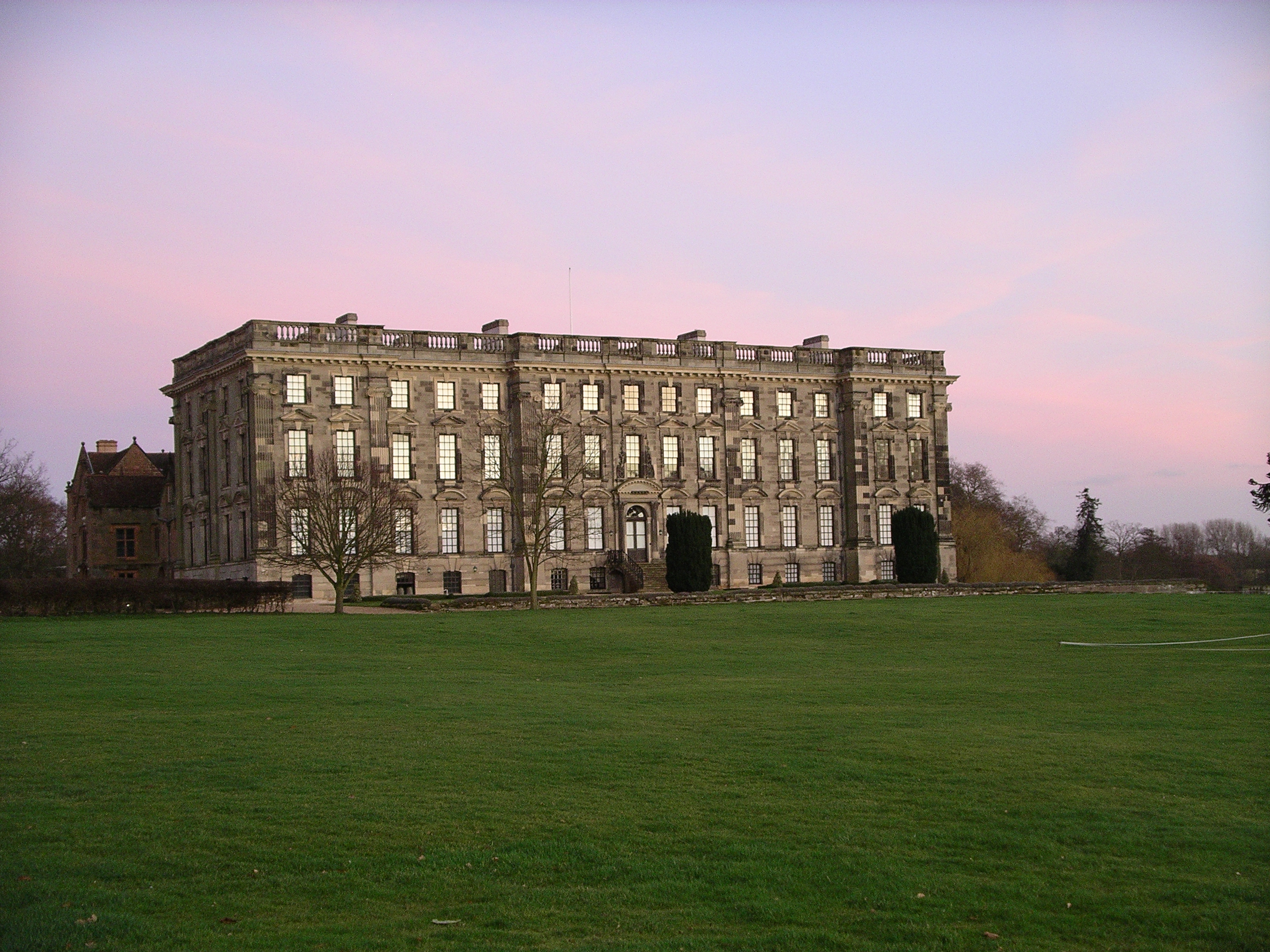
L'imposante façade de l'abbaye de Stoneleigh, source d'inspiration pour Sotherton.

Orgueil et Préjugés établit une hiérarchie entre les différents domaines où séjourne l'héroïne : Longbourn, le petit domaine de Mr Bennet, frappé d'entail et qui suffit juste à faire vivre confortablement sa famille ; Netherfield, dont la location permet à Charles Bingley de s'initier à la vie de landlord ; le « voyant et inutilement somptueux » Rosings Park qui reflète parfaitement le caractère de sa propriétaire, Lady Catherine, suffisante, ostentatoire et pleine de morgue ; et Pemberley, la plus parfaite construction brownienne de la romancière. Le domaine de Mr Darcy, où l'esthétique reflète l'éthique dans un véritable jeu de miroirs, est un symbole d'équilibre entre nature et culture, le lieu utopique où va pouvoir s'épanouir, autour de Darcy et Elizabeth, une société idéale et patriarcale à l'abri des mesquineries et de la vanité du monde.
Dans Mansfield Park, Jane Austen, qui fut témoin des transformations réalisées par Humphry Repton à l'abbaye de Stoneleigh (vaste demeure du Warwickshire dont hérita en 1806 le révérend Thomas Leigh, cousin de sa mère), évoque la mise en valeur esthétique des grands domaines par Capability Brown et Humphry Repton à propos de Sotherton, métaphore de la petite noblesse terrienne établie depuis des siècles, qui a commencé à perdre le respect de la tradition sans vraiment entrer dans la modernité : traitée de « vieille prison lugubre » par son propriétaire qui souhaite la moderniser, elle ne se prête pas vraiment aux transformations à la mode. De son côté, la « maison moderne », Mansfield Park, dont les dimensions aussi bien que les habitants effraient tant la petite Fanny Price à son arrivée et dont seule est longuement décrite « la chambre de l'Est », son domaine exclusif, son « nid douillet », verra la déliquescence et la faillite morale de la famille Bertram et ne devra sa survie qu'à cette cousine pauvre dont le refus de toute compromission symbolise la résistance des vieilles valeurs stoïques de l'Angleterre rurale.
Donwell Abbey, le beau domaine de Mr Knightley qu'admire tant Emma Woodhouse, atteint aussi une sorte de perfection spirituelle et matérielle : tout y symbolise la pérennité et la fécondité d'un lieu à l'abri des changements, tout l'opposé de Northanger Abbey au confort moderne ostentatoire et impersonnel. À la différence de Norland aussi, où, au mépris de la tradition et de l'harmonie naturelle du domaine, John Dashwood a fait abattre les noyers vénérables pour faire place à un jardin ornemental et une serre, personne n'a songé à abattre les vieux arbres qui ombragent ses allées.
Le dernier domaine que présente Jane Austen, Kellynch Hall, demeure ancestrale des Elliot, baronnets dans le Somerset, est le seul que son propriétaire est contraint de quitter et de louer.
Depuis la mort de Lady Elliot qui gérait la propriété avec mesure, Sir Walter et sa fille aînée la mènent à la ruine par leur extravagance. Le pompeux et froid decorum qui règne dans la noble demeure s'oppose à la simplicité de la « Grande Maison » des Musgrove à Uppercross, pleine de vie et de joyeux désordre. Anne Elliot constate que l'amiral Croft s'en montre meilleur gérant que le propriétaire légitime : la noblesse terrienne vaniteuse et stérile, en se montrant incapable de faire fructifier son fonds a abdiqué tous ses devoirs et cède désormais la place à un groupe social émergent, qui a gagné sa nouvelle position par ses mérites et représente l'avenir.

### Les localités
Jane Austen cite des villes réelles et des bourgades imaginaires, localisées cependant de façon suffisamment précise pour que certains chercheurs se soient ingéniés à retrouver les lieux dont elle s'est servie pour les créer.
Parmi les villes réelles, deux jouent un rôle majeur : Londres, qui apparaît dans quatre romans, et Bath dans les deux derniers édités. Le choix d'ancrer l'intrigue dans des lieux réels parfaitement reconnaissables contribue au réalisme de l'espace romanesque austenien, mais confère aussi à ces emplacements une portée symbolique, propice à une interprétation idéologique.

#### Londres, LA ville

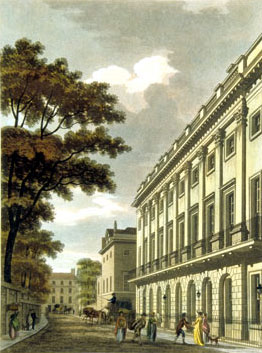
Le quartier de Mayfair en 1801.

Appelée simplement town, la capitale culturelle, artistique, financière et politique sert de référence en matière de mode et de statut social. Il est de bon ton d'y passer la « Saison », en général de janvier à avril, car Londres est le lieu idéal pour rencontrer les gens élégants et importants et pour que les jeunes filles de la bonne société fassent leur entrée dans le monde.
Dans Sense and Sensibility, « la ville » tient une place centrale. Beaucoup de scènes se passent dans des endroits parfaitement localisés (Pall Mall, Drury Lane, les boutiques de luxe de Piccadilly) autour de Mayfair, le quartier résidentiel proche de Hyde Park où vivaient les gens aisés désireux de fuir les fumées nauséabondes empestant l'est londonien,. Jane connaissait bien ce quartier pour être souvent allée chez son frère, Henry.
Mais Londres incarne en général, chez Jane Austen, un monde amoral, frivole et snob, égoïste et superficiel. C'est à la fois le lieu où les secrets éclatent au grand jour, et un monde de trahisons et de mensonges, où la politesse de façade masque la sécheresse de cœur. Sense and Sensibility met en scène un monde de snobs où les relations sociales obéissent à des conventions et des rituels dont le côté artificiel est souligné avec ironie. Dans Pride and Prejudice, la capitale est un lieu de confusions, où les personnages se croisent sans se rencontrer, et un lieu de perdition où Lydia et Wickham se cachent. Dans Mansfield Park, la ville est corrompue et corruptrice, et Fanny Price la juge sévèrement : Tom, mal remis de sa chute à Newmarket, y ruine sa santé et tombe gravement malade ; Mary Crawford y a bénéficié d'une éducation mondaine et y fréquente une société superficielle à la morale élastique ; Mrs Rushworth s'y étourdit dans les salons à la mode avant d'entamer une liaison adultère avec Henry Crawford.
Les quartiers de Londres étant connotés socialement, riches et pauvres, rentiers et commerçants habitent des secteurs différents et étanches. Jane Austen situe ses personnages dans des quartiers appropriés à leur situation : les gens aisés vivent à l'ouest, dans les quartiers récents entre Oxford Street et Regent's Park. Les demoiselles Steele logent modestement plus à l'est. Miss Bingley, qui vit dans la très huppée Grosvenor Street, parle avec dédain du quartier « du côté de Cheapside » où Mr Gardiner a ses bureaux et son domicile. C'est pourtant une demeure à l'atmosphère joyeuse et aimable où Jane Bennet passe l'hiver, Elizabeth fait étape sur la route du Kent et Darcy vient dîner après le mariage de Lydia.
Highbury, où vit Emma Woodhouse, est si près de Londres qu'il est courant que les messieurs s'y rendent à cheval pour la journée : Mr Elton va y faire encadrer le portrait de Harriet Smith ; Frank Churchill allègue une visite à son coiffeur pour justifier son déplacement, même si son motif réel est l'achat d'un piano. Mr Weston peut y aller pour ses affaires et en revenir assez tôt pour passer la soirée avec ses amis. John Knightley et sa famille habitent Brunswick Square, une adresse assez huppée. La sœur aînée d'Emma, Isabella, y accueille volontiers Harriet Smith venue à Londres se faire soigner les dents, et son beau-frère George Knightley qui espère y atténuer ses peines de cœur.

#### Bath

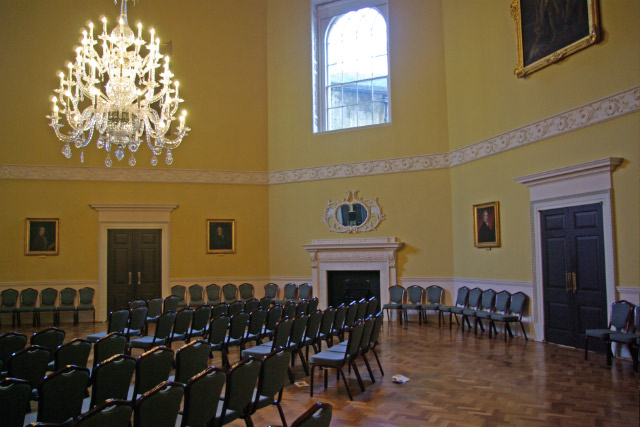
La « salle octogonale » des Assembly Rooms.

Ville touristique huppée au début du XVIIIe siècle, à l'époque où Richard « Beau » Nash (1674–1762) en est le maître des élégances, Bath entame son déclin à la fin du siècle alors que les « nouveaux riches » et de nombreux retraités de la classe moyenne attirés par sa réputation s'y pressent.
La célèbre ville d'eaux sert de cadre à la première partie de Northanger Abbey et à la deuxième de Persuasion.
Lorsqu'elle commence Susan, le futur Northanger Abbey, en 1798, Jane Austen connaît Bath pour y avoir séjourné quelques semaines avec sa mère et sa sœur à la fin de l'année 1797 chez les Leigh-Perrot, qui passent les mois d'hiver au no 1, Paragon Buildings.
Puis Jane et Cassandra s'y installent durablement à la fin de l'année 1800, lorsque leur père décide d'aller y prendre sa retraite. Elles y resteront encore dans des conditions assez précaires après sa mort, le 21 janvier 1805. Sans doute ce deuxième séjour a-t-il contribué à donner une vision assez différente de Bath dans le second Bath novel (« roman de Bath ») de Jane Austen, Persuasion.

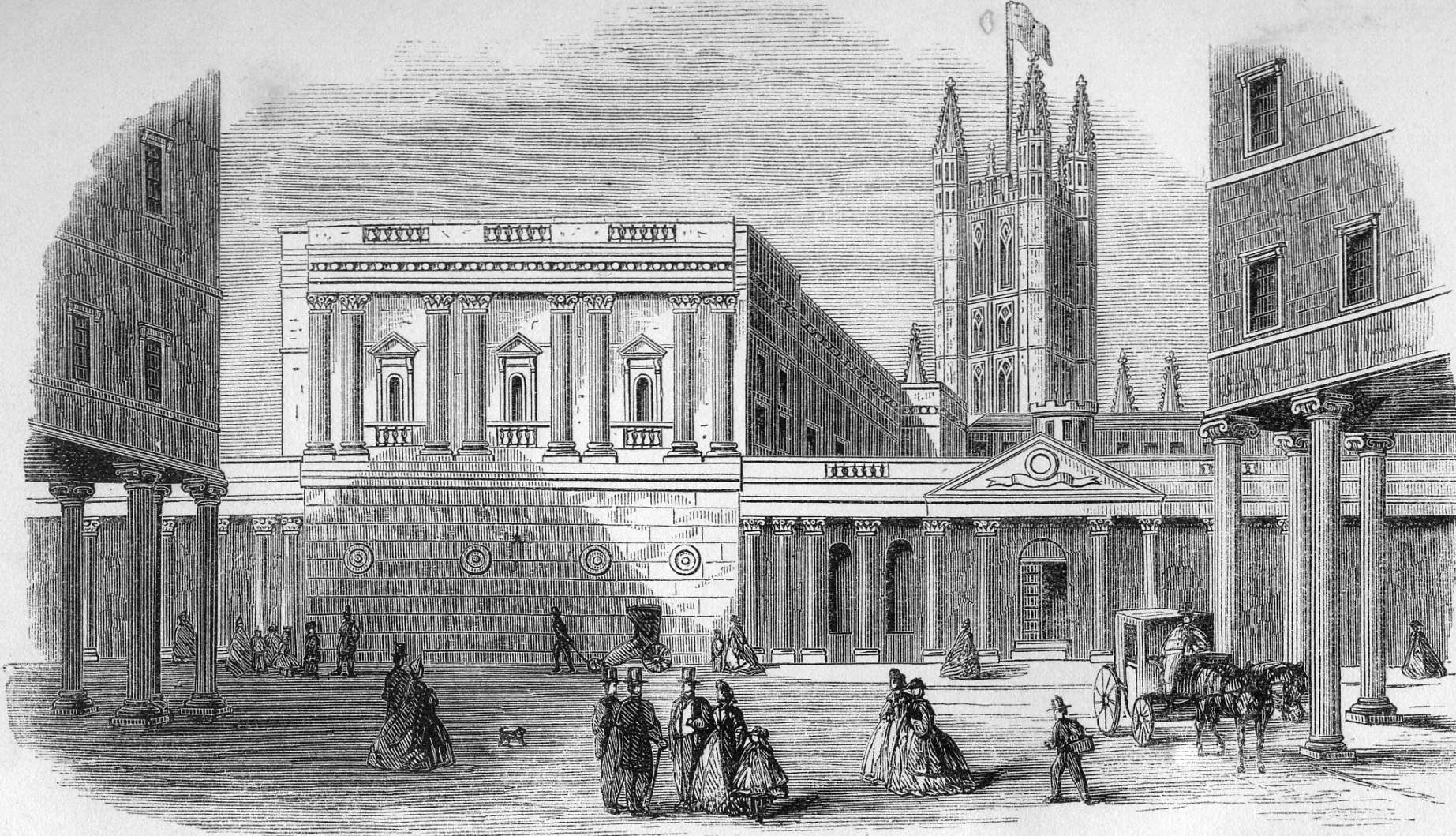
La Pump Room et l'entrée des bains, au milieu du XIX.

La vie à Bath que décrit Northanger Abbey est superficielle, mais populaire et plutôt bon enfant. L'essentiel de l'action du roman s'y passe alors que la saison bat son plein. Les Allen, accompagnés de Catherine Morland, s'installent dans Great Pulteney Street, sur la rive est de l'Avon. Catherine découvre les Upper Rooms, où il y a tant de monde qu'elle ne peut atteindre la piste de danse, puis les Lower Rooms (détruites par un incendie en 1820), non loin de la Pump Room, où elle parvient finalement à danser avec Henry Tilney. Elle fait des excursions dans la campagne environnante (Blaize Castle avec les Thorpe, Beechen Cliff avec Henry et Eleonore Tilney).

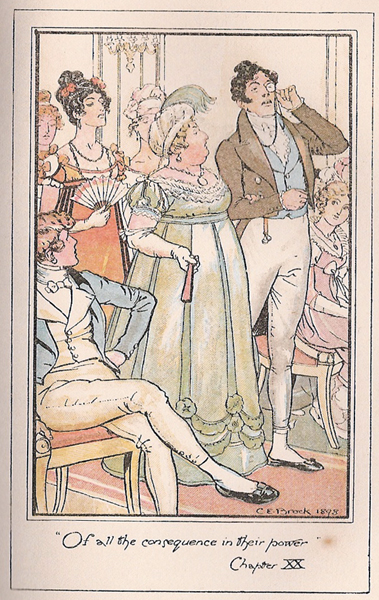
Sir Walter se rengorge en entrant dans la salle de concert au bras de Lady Dalrymple (C. E. Brock, 1898).

Dans Persuasion, aucun de ces hauts-lieux de la vie locale n'est fréquenté par Sir Walter Elliot et ses nobles cousines Dalrymple qui logent dans la très aristocratique Laura Place. Ils leur préfèrent « l'élégante stupidité » des soirées privées entre gens du même monde (« [the] evening amusements were solely in the elegant stupidity of private parties »).
Ils ne vont aux Rooms, lors du concert organisé là-bas au bénéfice d'une personne protégée par Lady Dalrymple, que pour parader. La Pump Room n'est mentionnée que lorsque Mary Musgrove en contemple l'entrée de la fenêtre du White Hart où sont descendus les Musgrove. La vie mondaine à Bath est le fait d'une petite société fermée, composée de quelques riches et nobles familles rivalisant entre elles par l'élégance de leur adresse en ville, et leur dédain des amusements populaires.
Bath est un lieu de villégiature autant qu'une ville de cures. Si les domiciles sont, comme à Londres, socialement très connotés, à Bath, les déplacements, souvent à pied, facilitent le brassage de populations, mettent en place et défont les réseaux de connaissances et permettent des rencontres fortuites. Anne Elliot y retrouve une ancienne camarade d'école malade et ruinée et y renoue avec Frederick Wentworth. Mais on peut aussi y faire de mauvaises rencontres : Eliza Williams, la pupille du colonel Brandon, y est séduite puis abandonnée par Willoughby, Catherine Morland y rencontre les Thorpe (mais elle préfère fréquenter les Tilney). L'ambitieux Mr Elton va s'y chercher une épouse et en ramène Augusta Hawkins, fille bien dotée de nouveaux riches.

#### Les villes en bord de mer
L'essor du romantisme met à la mode les paysages maritimes, et la vogue des bains de mer remplace peu à peu celle des cures thermales, entraînant la création de nombreuses stations sur la côte sud de l'Angleterre, lieux de cure autant que de villégiature à la mode pendant la saison estivale. C'est le sujet qu'aborde le dernier roman (inachevé) de Jane Austen, Sanditon.

##### Les stations balnéaires
La mode des séjours au bord de la mer s'amorce à Weymouth en 1789 à la venue de George III. Le Prince Régent préférait Brighton où il fit construire le Royal Pavilion au début des années 1800 pour lui servir de résidence d'été. On trouve un écho du succès des stations balnéaires dans deux romans. Dans Emma, Franck Churchill se fiance en secret à Jane Fairfax à Weymouth ; dans Orgueil et Préjugés, Wickham, qui a déjà tenté d'enlever Georgiana Darcy à Ramsgate, s'enfuit de Brighton avec Lydia Bennet, qui a 15 ans elle aussi : leur jeune âge, leur naïveté, le manque d'un chaperon sérieux, font des très jeunes filles des proies faciles. Chez Jane Austen, le bord de mer est un lieu où se tissent entre jeunes gens éloignés de leur famille des liens dissimulés, imprudents et socialement dangereux.

##### Portsmouth et Lyme Regis

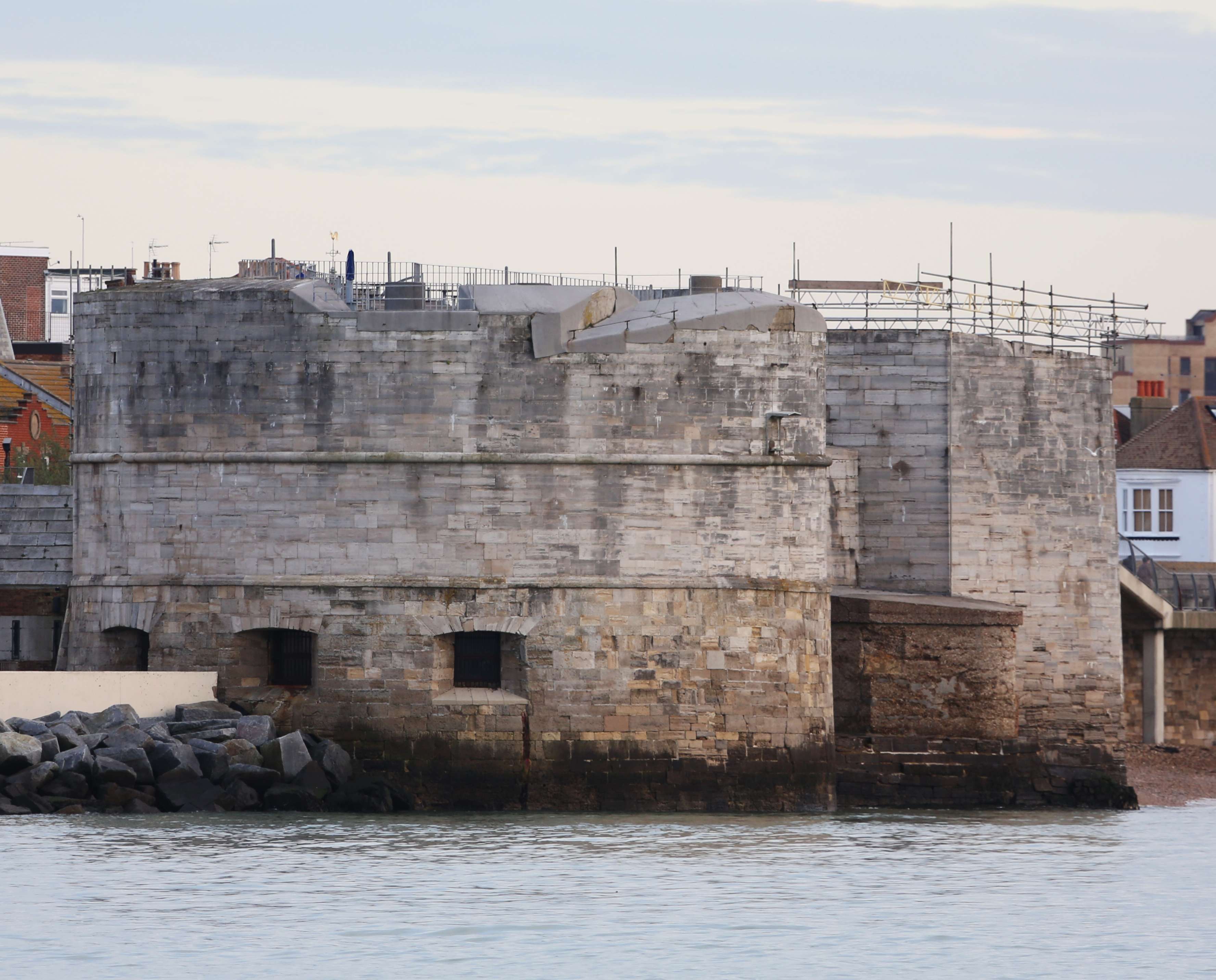
Portsmouth est un port militaire fortifié…

Deux autres villes maritimes tiennent une place particulière dans l'œuvre d'Austen : Portsmouth, où ses deux frères marins ont fait leurs études et Lyme Regis, où elle a séjourné.
Portsmouth
La ville natale de l'héroïne de Mansfield Park est un port militaire, sale et mal drainé, mais c'est un port profond et stratégiquement vital derrière son goulot d'étranglement. Jane Austen connaît la ville pour y être venue voir ses frères lorsqu'ils étaient à l'école navale, Frank entre 1786 et 1788, et Charles à partir de 1791.
Fanny, qui l'a quittée avec chagrin à dix ans, y revient à dix-neuf, renvoyée par son oncle, persuadé qu'elle acceptera d'épouser Henry Crawford après quelques semaines inconfortables dans sa famille. Jane Austen n'a pas jugé utile de préciser qu'on est en temps de guerre et que c'est une ville de garnison avec tous ses débordements (toutes choses parfaitement connues de ses contemporains) : Fanny trouve juste les hommes grossiers, les femmes impertinentes et tout le monde fort mal élevé. Mais l'impécuniosité de la famille Price y englue l'héroïne dans une matérialité sordide et étouffante, la saleté, le bruit, le désordre. Ce séjour, qui se prolonge trois mois, va lui permettre, par contraste, de sentir qu'elle est vraiment chez elle à Mansfield Park.
Lyme Regis

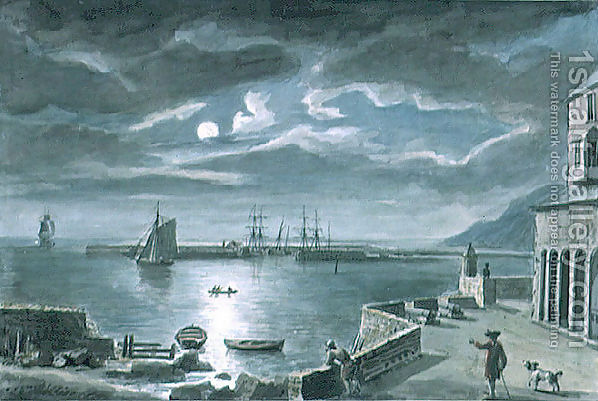
… mais Lyme Regis, à l'abri de sa jetée, est un port accueillant.

Ce port de pêche joue un rôle essentiel dans Persuasion : la promenade sur le Cobb où Louisa fait une lourde chute, est un passage-clé du roman puisqu'il montre à Frederick qu'Anne, à 27 ans, attire encore les regards, et donne à Anne l'occasion de montrer son sang-froid et sa capacité de décision. Jane Austen a visité plusieurs fois la région : en 1803, Charmouth dans le Dorset durant l'été, puis Lyme Regis en novembre. La famille visite à nouveau les côtes du Devon et du Dorset durant l'été 1804, séjournant quelques jours à Lyme Regis.
À l'époque, Lyme est une petite ville bon marché, accessible aux personnes de la classe moyenne « sans qu'il soit besoin d'y faire des sacrifices inopportuns pour se montrer à son avantage ou pour s'afficher ». Elle n'est pas à la mode, et le capitaine Harville, en demi-solde, peut y passer l'hiver avec sa femme et ses enfants sans souci du « paraître ». Contrairement à la maison bruyante et mal tenue où vivent les Price, dans la partie basse de la High Street à Portsmouth, leur petite maison « au pied de la vieille jetée » est un lieu chaleureux où se pratique une hospitalité généreuse et simple.

## Aspects sociologiques
À l'époque de Jane Austen la société anglaise est encore une société de classes très hiérarchisée, avec des classes sociales assez étanches où l'individu a un statut social assigné : au sommet de l'échelle, l'aristocratie, puis la gentry, enfin la roture.

### Une société de classes
L'aristocratie n'est représentée, assez négativement, que par « Sa Seigneurie » (Her Ladyship) Lady Catherine, dans Orgueil et Préjugés. Les personnages qui intéressent Jane Austen appartiennent plutôt à la landed gentry traditionnelle, membres anoblis (Sir John Middleton, Sir Walter Elliot) ou non (Mr Darcy, Mr Knightley) de familles anciennes, ou propriétaires récents (John Dashwood, le général Tilney, Sir Thomas Bertram). Parmi les roturiers, on trouve de « nouveaux riches », bourgeois très aisés enrichis par la révolution industrielle (les Gardiner et les Bingley) et officiers de la Royal Navy enrichis par les prises de guerre (l'amiral Croft, Frederick Wentworth), le fermier de Mr Knightley (Robert Martin) et des demoiselles pauvres (les sœurs Steele, Miss Fairfax), dont le nom de famille trahit parfois l'humble origine : Miss Taylor (tailleur), Harriet Smith (forgeron). Quant au menu peuple et aux serviteurs, ils sont quasi invisibles.

#### Le monde masculin

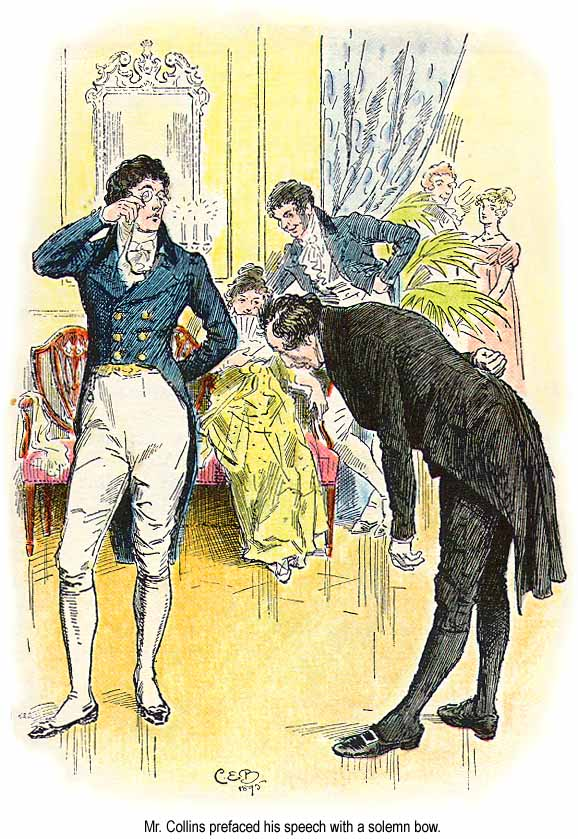
Mr Collins est obséquieux mais ne respecte pas les convenances (C. E. Brock, 1895).

Dans cet univers social restreint, les gentlemen ont des perspectives limitées : l'aîné de la famille est unique héritier, ce qui le dispense en général de chercher une profession, et sa position sociale est d'autant plus élevée que les revenus de ses domaines sont conséquents : ainsi, Mr Darcy et Mr Knightley ont une position sociale privilégiée. Les cadets, comme des personnes ordinaires, doivent gagner leur vie, dans l'Église, la Justice ou l'Armée ; John Knightley est homme de loi, un certain nombre sont d'anciens officiers (Sir John Middleton, le colonel Brandon, le général Tilney) ou sont en activité : Fitzwilliam, fils cadet d'un Lord, est colonel, Wickham est lieutenant d'infanterie, et Wentworth captain de la Royal Navy.
Une seule profession apparaît de façon récurrente dans tous les romans, celle de clergyman, ce qui s'explique par la connaissance familiale que Jane Austen en avait : Mr Collins dans Pride and Prejudice, Edward Ferrars dans Sense and Sensibility, Henry Tilney et Mr Morland dans Northanger Abbey, Edmund Bertram et le Dr Grant dans Mansfield Park sont autant d'occasions de décrire cette profession.
Même Emma (avec Mr Elton) et Persuasion (avec Charles Hayter) présentent des hommes d'Église parmi les personnages secondaires.
Mais Jane Austen se montre sans indulgence à l'égard du clergé. Si Edmund Bertram, qui a choisi la carrière ecclésiastique par vocation et conviction religieuse, prend très au sérieux ses responsabilités à l'égard de ses futurs paroissiens, Mr Collins donne l'exemple de ce qu'un clergyman ne doit pas être : obséquieux avec les puissants, arrogant avec les faibles. Le mondain Henry Tilney s'absente de sa paroisse la moitié du temps, s'y connaît en mousseline et s'en va à Bath en vacances : son personnage témoigne du manque d'engagement de certains pasteurs à l'égard de leurs ouailles. Le Dr Grant, bon vivant indolent et casanier, uniquement préoccupé de bonne chère — ce qui lui sera rapidement fatal — rappelle les religieux sybarites du XVIIIe siècle, friands des plaisirs de la table. C'est là un aspect de la profession très critiqué dans l'Église d'Angleterre, qui justifie les préjugés de Mary Crawford.
L'auteur n'est pas plus tendre pour les fils de famille qui, comme Tom Bertram, mènent trop grand train et mettent en péril l'économie domestique. En revanche, attentive aux changements en cours, elle présente sous un jour favorable certaines classes sociales souffrant de préjugés hostiles : les négociants dans Orgueil et Préjugés avec les Gardiner, les fermiers dans Emma avec Robert Martin. Les marins, dans Persuasion, sont même particulièrement mis en valeur et honorés, hommage indirect rendu à ses deux frères officiers de marine, Francis et Charles.

#### Des relations sociales codifiées

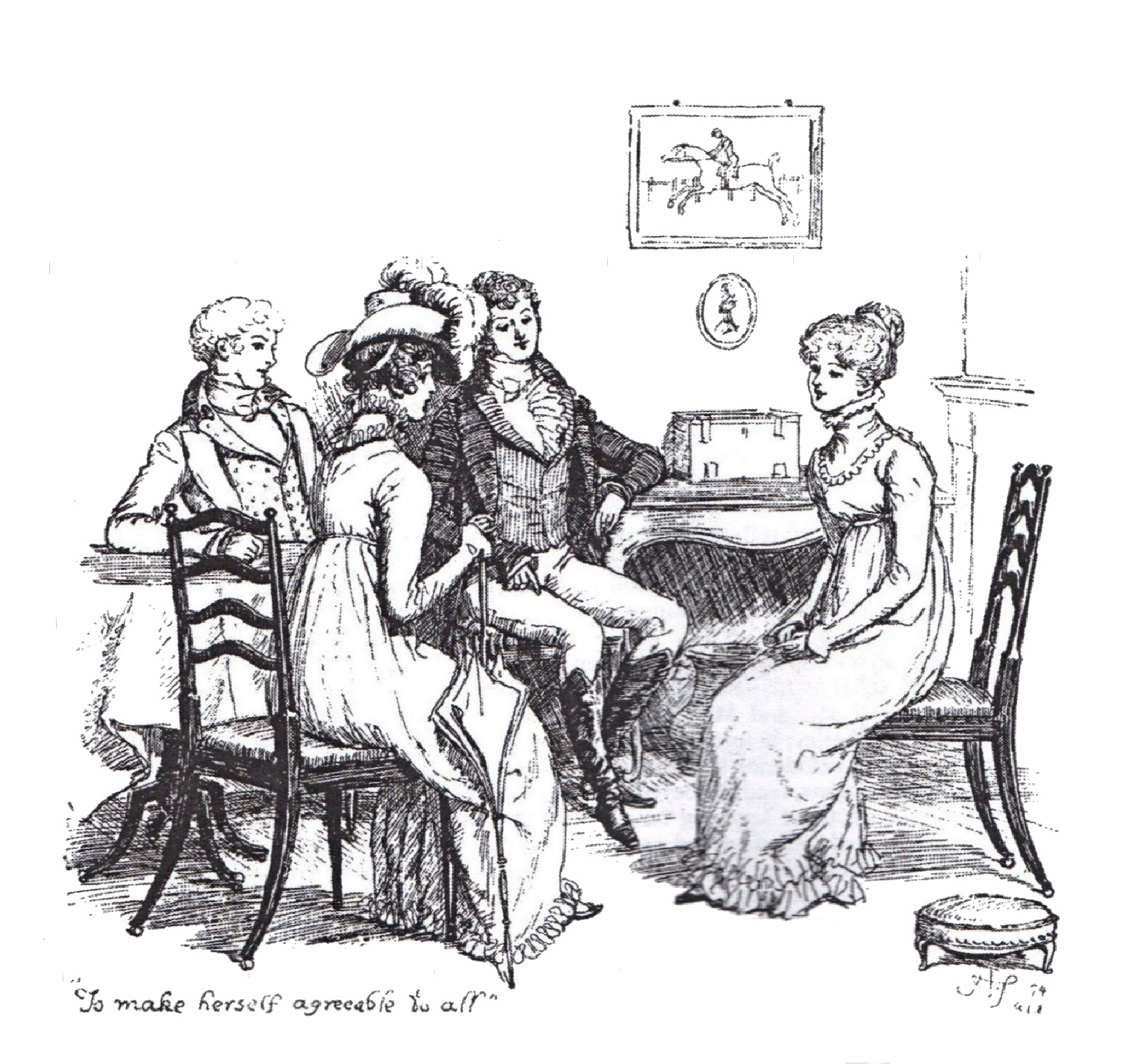
La simple visite de politesse (morning visit) ne devait pas dépasser la demi-heure (Hugh Thomson, 1894).

Les relations sociales sont régentées par des normes codifiées, des préceptes et des règles de bienséance dont la transgression est considérée, au mieux comme absence de savoir-vivre, au pire comme grossièreté : on n'adresse pas la parole à une personne d'un rang supérieur au sien sans lui avoir été présenté au préalable, ce que fait Mr Collins ; une jeune fille n'écrit pas à un jeune homme qui n'est ni un parent ni son fiancé, comme le fait Marianne Dashwood ; Mary Musgrove, fille de baronnet, se vexe quand sa belle-mère, non titrée, ne pense pas à lui céder le passage. La hiérarchie au sein de la famille est clairement notifiée. Une femme mariée a préséance sur une célibataire, même plus âgée qu'elle, comme le rappelle insolemment Lydia Wickham à Jane Bennet : aussi Emma Woodhouse, très consciente de sa position, commence-t-elle à trouver inconfortable son statut de célibataire à cause de la sotte vanité de l'épouse du pasteur à qui elle doit céder la première place, puisqu'elle est mariée.
Quel que soit son statut d'origine, une femme prend celui de l'homme qu'elle épouse, puisque le statut social d'une femme est déterminé par celui de son père, tant qu'elle est célibataire, puis par celui de son mari comme le montre, dans Mansfield Park, la différence de statuts des trois sœurs Ward, mariées dans des sphères sociales très différentes, et la divergence des parcours de leurs enfants.
Hommes et femmes, vivant dans des sphères séparées, ne se rencontrent que dans des social occasions : visites, soirées, bals, concerts, ou des réunions plus intimes, thés ou dinners où des invités viennent s'ajouter aux membres de la famille ; c'est dans de telles réunions que Brandon fait la connaissance de Marianne Dashwood et Edward Ferrars celle d'Elinor ; il en est de même pour Elizabeth Bennet et Mr Darcy, Franck Churchill et Emma Woodhouse, Catherine Morland et Henry Tilney.
Aussi l'arrivée d'un étranger dans un groupe constitué crée-t-elle un déséquilibre : la venue des Bingley et de Darcy à Meryton, des Crawford à Mansfield, de Franck Churchill à Highsbury, de Frederick Wentworth à Kellynch met en émoi la petite société locale et entraîne maintes spéculations, essentiellement matrimoniales.

### Les types sociologiques
Ce qui intéresse Jane Austen, c'est le fonctionnement de la petite société qu'elle a sous les yeux et qu'elle a eu le temps d'observer avec finesse : elle prend plaisir à y identifier ces travers que sont le snobisme, l'hypocrisie, la vanité, la cupidité, le désir de prestige ou de richesse, sans indulgence pour la morgue méprisante (pride) ou la sottise. Ses personnages, écrivaient Kate et Paul Rague en 1914, sont « semblables à ceux que nous rencontrons chaque jour, doués d’aucune vertu, ni d’aucun vice extraordinaire ».

#### Une «comédie humaine» miniature
L'art de Jane Austen repose sur le dialogue, ces « merveilleux petits discours qui résument en une conversation tout ce qu'il faut savoir pour connaître définitivement [un personnage] » dit Virginia Woolf. Ses histoires, à la fois héritières de la comédie anglaise du XVIIIe siècle et préfigurant l'approche balzacienne du monde dans la Comédie humaine, sont de petites comédies en deux ou trois actes, correspondant aux deux ou trois tomes des éditions originales.
On peut retrouver dans la « comédie humaine » version Jane Austen des types universels comme l'ingénue (Catherine Morland, Harriet Smith), la coquette (Isabella Thorpe, Lydia Bennet), le vantard (John Thorpe), le père noble (Sir Thomas), le despote ou tyran domestique (le général Tilney, Lady Catherine de Bourgh, Mrs Ferrars), la bavarde plus ou moins sotte (Mrs Allen, Mrs Palmer, Mrs Bennet, Mrs Norris, Miss Bates), l'hypocrite mesquine et manipulatrice (Lucy Steele dans le genre fielleux, ou Caroline Bingley, plus arrogante), et d'autres plus typiquement anglais comme le rake (Willoughby, George Wickham, Henry Crawford), et le dandy (Robert Ferrars, voire Sir Walter Elliot). Elle prend toutefois plaisir à varier les décors dans lesquels elle les fait évoluer et à nuancer ses personnages.
Elle utilise aussi le stéréotype du couple mal assorti, comique dans le cas des Palmer et des Middleton, aux enjeux nettement plus dramatiques en ce qui concerne les Bennet, et l'association de caractères opposés : Elinor et Marianne Dashwood, Jane et Elizabeth Bennet, Fanny Price et Mary Crawford, Darcy et Wickham (ou Darcy et Bingley).

#### Une inspiration familiale

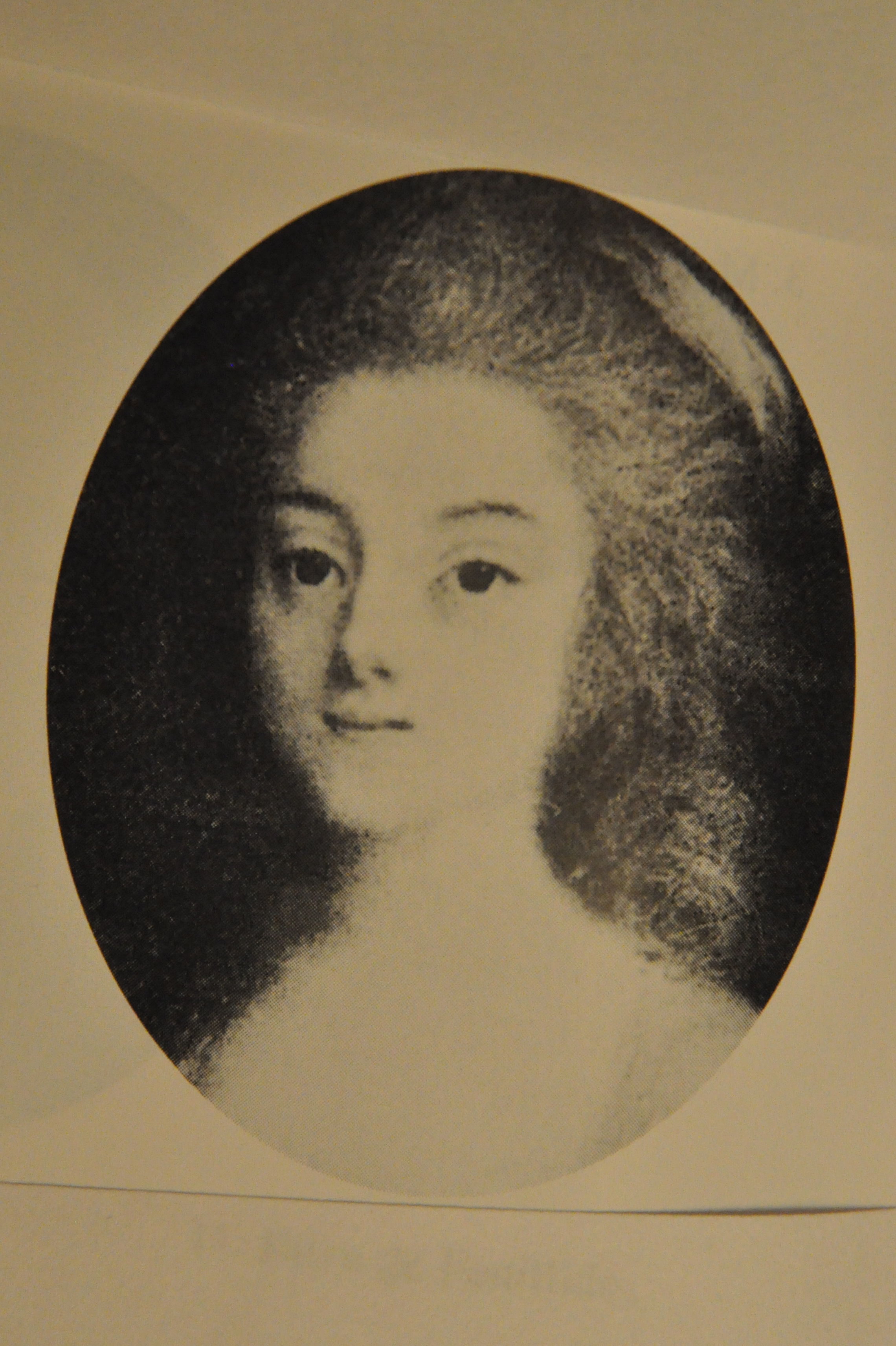
Eliza Hancock, la séduisante cousine « française ».

Il est admis depuis longtemps que Jane Austen a emprunté des traits de caractère aux personnes qu'elle connaissait, en particulier sa famille, pour créer ses personnages : Eliza de Feuillide a probablement inspiré la mondaine Mary Crawford, qui monte à cheval, joue de la harpe et aime la vie londonienne. Ses frères marins ont servi à créer William Price et Wentworth. Ses relations étroites avec son aînée se retrouvent dans ses couples de sœurs (Elinor et Marianne Dashwood, Jane et Elizabeth Bennet, Henrietta et Louisa Musgrove), où l'aînée est, comme Cassandra, calme, rationnelle mais peu démonstrative et la cadette plus vive, voire têtue. Et les nombreux personnages hypocondriaques abusent de leurs prétendues faiblesses, peut-être à l'instar de sa propre mère. Mais elle s'est défendue d'avoir simplement portraituré ses connaissances : « Je suis trop fière de mes gentlemen pour admettre qu’ils ne sont que Mr A ou le colonel B ».

#### Honnête homme et libertin
Dans le cadre du roman d'apprentissage, l'héroïne doit apprendre à choisir le bon partenaire, et ne pas se laisser attirer par le mauvais garçon au physique avantageux et à la parole enjôleuse ; or leur éducation ne prépare pas les jeunes filles à résister aux sollicitations des libertins alors que les hommes honnêtes sont en général des êtres très ordinaires voire falots malgré leurs qualités de cœur, sauf Darcy (mais ses qualités sont longtemps cachées) et Wentworth (mais il n'est reconnu à sa juste valeur qu'une fois riche). Ainsi, Willoughby et Wickham sont des jouisseurs amoraux dont l'héroïne s'amourache un peu trop vite et sans discernement et Franck Churchill, un manipulateur peu scrupuleux dont Emma s'entiche juste en entendant parler de lui. Si Henry Crawford et William Elliot, jouisseurs cyniques et épicuriens, n'arrivent pas à vaincre la résistance de l'héroïne, c'est que son cœur est déjà pris.
Elinor Dashwood a su reconnaître la valeur morale du timide Edward Ferrars, malgré ses faiblesses, et Fanny Price a pour son cousin Edmund Bertram une affection profonde quoique lucide ; mais c'est dans la conversation où Harville et Anne Elliot parlent d'amour indéfectible et de constance, sentiments qui vont au-delà de l'attachement romanesque, que Jane Austen dévoile clairement combien lui paraissent essentielles les qualités de cœur qu'elle prête à ses gentlemen, qualités sans lesquelles un être humain est à ses yeux une sorte d'infirme.

#### Héroïnes, «alternative heroines» (Marilyn Butler) et fausses amies
Décrivant un monde de femmes, la romancière soigne le portrait des personnages féminins. Un point commun à ses héroïnes, toutes différentes pourtant, est leur amour de la lecture, mais leurs goûts varient du roman gothique (Catherine Morland) à la poésie (Marianne Dashwood, Fanny Price, Anne Elliot).
Les alternative heroines, selon l'expression de Marilyn Butler, Jane Bennet et Charlotte Lucas (dans Orgueil et Préjugés), Jane Fairfax et Harriet Smith (dans Emma), présentent des figures féminines qui permettent au lecteur d'établir des comparaisons, tandis que les fausses amies servent de repoussoirs.
Ainsi Lucy Steele veut blesser Elinor, laquelle arrive à maîtriser ses émotions, en lui révélant ses fiançailles secrètes avec Edward Ferrars ; le comportement de la volage Isabella Thorpe permet à Catherine Morland de différencier l'amitié vraie de la superficielle ; l'amitié condescendante de Caroline Bingley trompe un temps la candide Jane Bennet ; Mary Crawford est une rivale dangereuse pour Fanny Price ; les sœurs d'Anne Elliot sont l'une d'un snobisme prétentieux, l'autre d'un égoïsme mesquin. Pour Christine Jordis, « on sent bien que Jane Austen a dû rencontrer leurs semblables et en être exaspérée ».

### Argent et classes sociales
Toute sa vie Jane Austen souffrit du manque d'argent, et la période où se déroulent ses romans est propice à donner de l'importance à l'argent : l'économie subit alors le choc des guerres à l'étranger et d'une inflation inconnue jusqu'alors, avec des crises économiques périodiques. Cette situation est d'autant plus instable qu'elle s'accompagne d'un changement rapide de la répartition des richesses, avec le développement du secteur commercial, alors que les grands propriétaires terriens s'enrichissent grâce au développement d'une agriculture moderne.
Aussi l'argent joue-t-il un rôle essentiel, au point que les revenus annuels des personnages principaux sont toujours connus du lecteur, accompagnés parfois de nombreux détails sur leur situation financière à venir. Ainsi, la présentation de Bingley et de Darcy (dans Orgueil et Préjugés), du colonel Brandon (dans Raison et Sentiments), de Mr Rushworth et de Mr Crawford (dans Mansfield Park) s'accompagne de l'annonce de leurs revenus, ce qui éveille autant l'intérêt que leur propre personne.

#### Hiérarchie des revenus

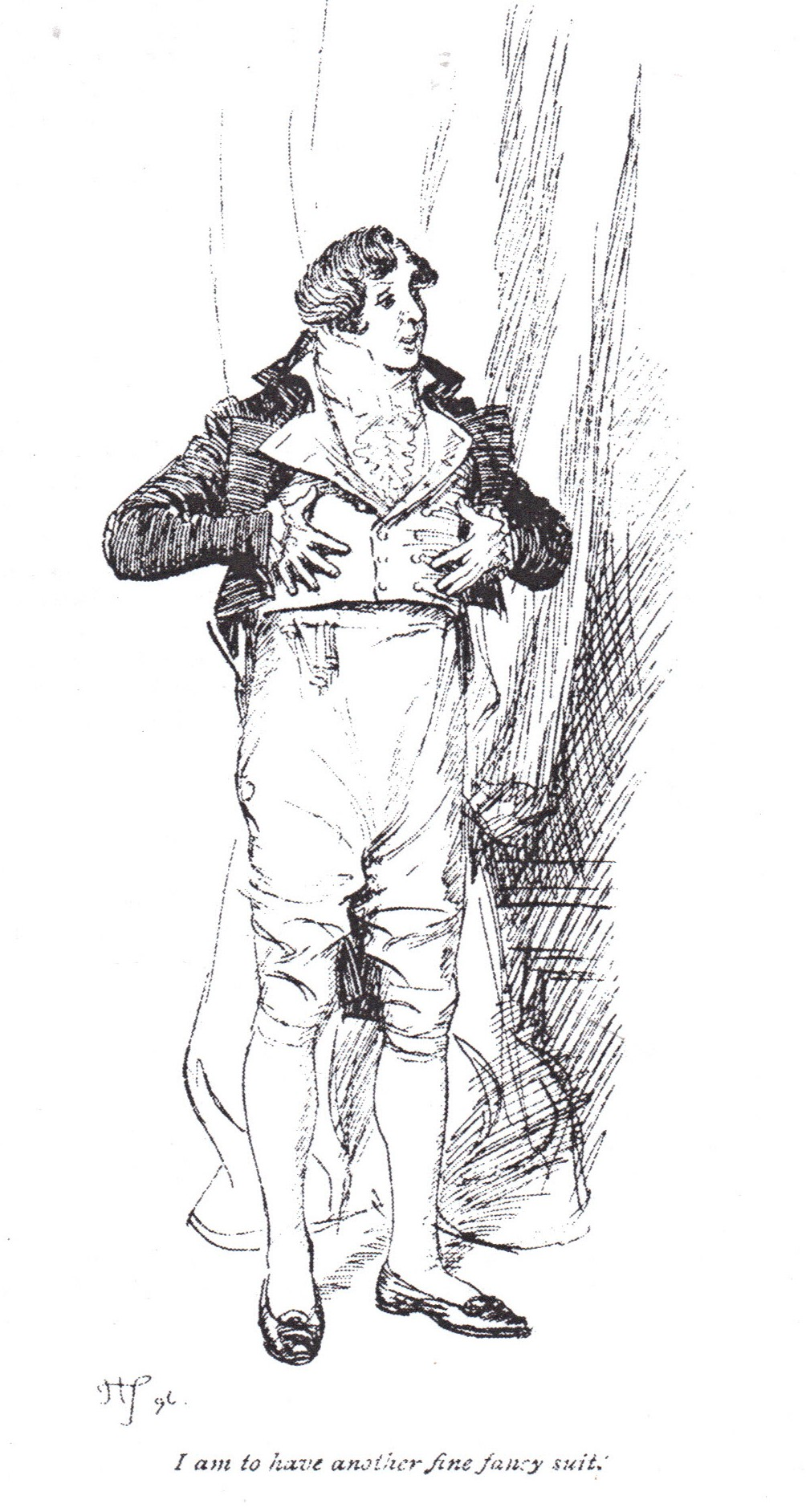
James Rushworth est sot et balourd, mais il est si riche ! (Illustration de Hugh Thomson pourMansfield Park, ch. 14).

Tous les romans de Jane Austen dessinent une hiérarchie financière qui implique des modes de vie bien différents, depuis les grands propriétaires qui vivent dans le luxe et parfois mènent trop grand train, jusqu'aux pauvres veuves de pasteur et leur fille célibataire qui peinent à joindre les deux bouts, car l'éventail des revenus présentés est très large.
Ceux des clergymen sont les plus modestes. Le living de la cure de Delaford que Brandon offre à Edward Ferrars n'est que de 200 £. Celui de Thornton Lacey, la cure d'Edmund Bertram, est estimé à 750 £ environ, tandis que la cure de Mansfield rapporte presque 1 000 £. Henry Tilney est le plus aisé, devant en outre hériter, en plus des confortables revenus (« of independence and comfort ») de sa cure de Woodston, de la « très considérable fortune » de sa mère.
Viennent ensuite les domaines, du moins ceux dont les revenus sont précisés. Si Combe Magna ne rapporte que 600 £ à Willoughby, Delaford (le domaine de Brandon), comme Longbourn (celui de Mr Bennet), rapporte 2 000 £. Le revenu des domaines de John Dashwood (Norland), Henry Crawford (Everingham) et sans doute celui de George Knightley (Donwell Abbey) est de 4 000 £ ; c'est la somme dont dispose annuellement Charles Bingley, dont le capital de 100 000 £ sera ultérieurement investi dans l'achat d'une propriété non loin de Pemberley. Mr Darcy, avec les 10 000 £ de Pemberley et James Rushworth, avec les 12 000 £ de Sotherton sont les seuls à avoir des revenus exceptionnels,.
Dans Sense and Sensibility le thème de l'argent tient une place particulière, car l'attitude à l'égard de l'argent des différents personnages du roman et l'idée qu'ils se font de la richesse et de son pouvoir sont particulièrement développées. John Dashwood et son épouse disposent de 6 000 £ par an, mais les demi-sœurs de John et leur mère vivent dans une médiocre aisance avec 500 £ seulement,.
Elinor et Marianne Dashwood n'ont d'ailleurs pas les mêmes attentes par rapport à l'argent. Marianne estime le « juste nécessaire » (mere competence) entre 1 800 et 2 000 £ par an, Elinor considère que 1 000 £ seraient une « richesse » (wealth). Marianne épousera Brandon (qui dispose justement de 2 000 £), Elinor vivra, après son mariage avec Edward Ferrars, dans la cure de Delaford avec 800 £ environ.

#### Situation financière et considération sociale
Si, dans cette société très pragmatique, l'argent est une préoccupation majeure pour la plupart des personnages, les seuls revenus qu'ils jugent dignes d'intérêt restent les revenus fonciers, car la noblesse terrienne (landed gentry) est encore considérée comme située au sommet de l'échelle sociale.
Les revenus (income) que le travail (trade) peut procurer sont en général considérés comme moins respectables que la fortune assise sur des biens fonciers ou des rentes d'État (à 5 %).
Jane Austen fait souvent allusion aux diverses manières, respectables ou non, d'assurer ou d'accroître sa fortune : elle traite avec beaucoup d'ironie le snobisme de ses personnages qui méprisent ceux qui leur sont socialement inférieurs (Lady Catherine de Bourgh, Sir Walter Elliot) ainsi que le comportement de ceux qu'occupe uniquement le soin de s'enrichir davantage (John Dashwood, le général Tilney ou Mr Elliot) ; en revanche, elle fait des Gardiner, qui vivent pourtant modestement « quelque part près de Cheapside », des visiteurs chaleureusement accueillis à Pemberley. De même, le simple fermier Robert Martin est tenu en haute estime par son propriétaire, Mr Knightley, et les officiers de la Navy, enrichis par la guerre, sont présentés comme des cœurs nobles, francs et cordiaux.

##### Les «bons partis»

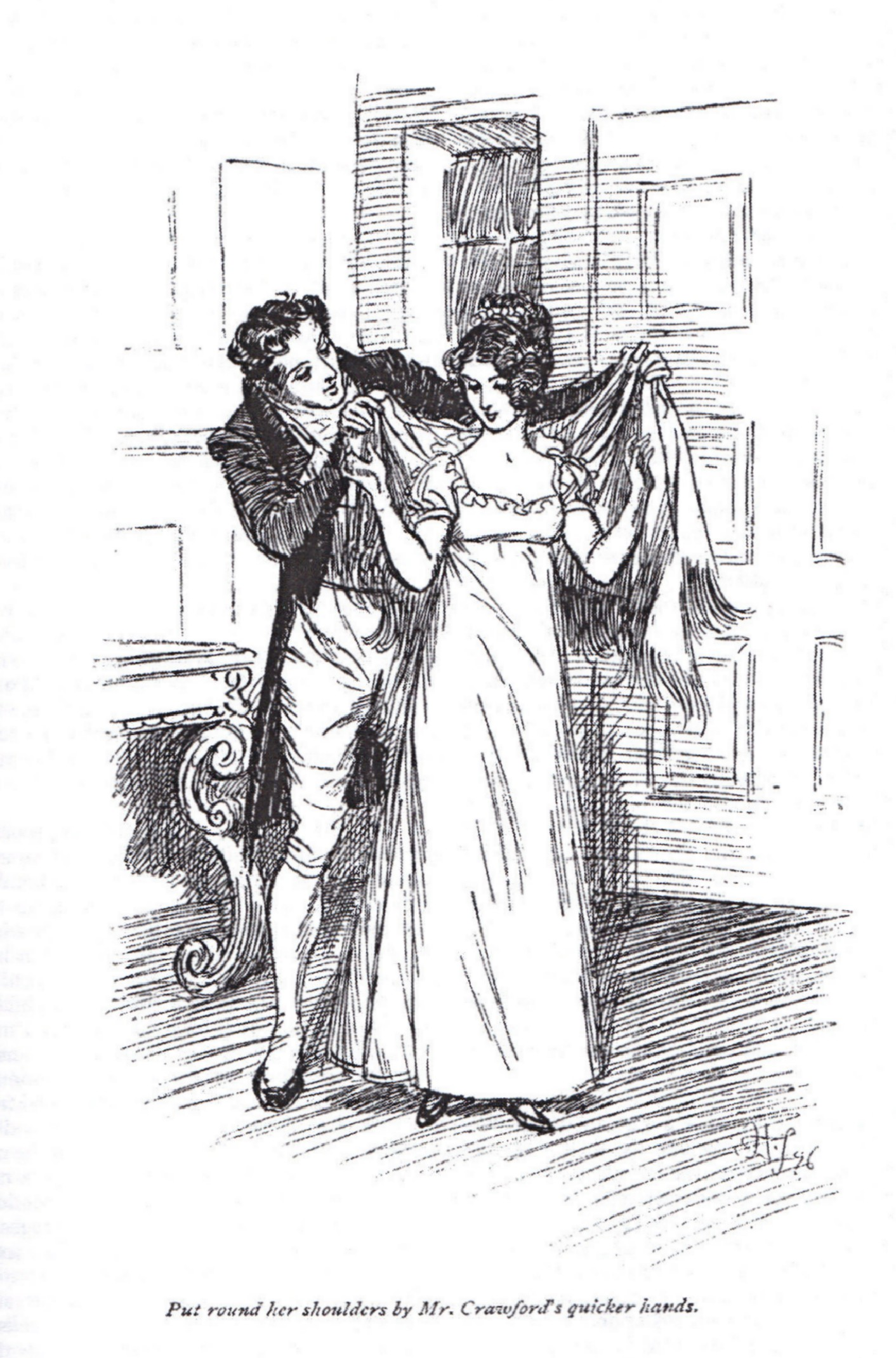
Les Bertram voient avec satisfaction le riche Henry Crawford courtiser Fanny, la petite cousine pauvre (frontispice de Hugh Thomson pour Mansfield Park, 1897).

La fortune des propriétaires n'est en général pas indiquée (ainsi, on ignore le montant de la fortune de John Middleton ou de Sir Bertram), mais celle des gendres potentiels est soigneusement estimée par les mères soucieuses de marier leurs filles.
Aussi, lorsqu'un nouveau gentleman arrive dans un groupe social, s'intéresse-t-on à ce qu'il « vaut » en tant que personne, certes, mais surtout en ce qui concerne ses revenus : il paraîtra d'autant plus fréquentable, voire aimable, que le montant de sa fortune est confortable.
Les nouveaux locataires de Netherfield sont donc estimés par les habitants de Meryton en fonction de leur revenus : on admire d'abord Darcy que la rumeur crédite de 10 000 £ puis Bingley, plus aimable et qu'on dit riche de 4 000 ou 5 000 £.
Mr Collins, de son côté, s'imagine tenter Elizabeth en insistant lourdement sur sa belle situation et ses relations avec Lady Catherine. Charlotte Lucas ne cache pas qu'elle a pris la mesure de sa position et de ses revenus avant d'accepter sa demande et sa mère calcule, plutôt crûment, combien de temps peut se passer avant que Longbourn (et ses 2 000 £ annuelles) n'appartienne à son gendre.
Le seul avantage du riche mais stupide James Rushworth qui courtise Maria Bertram est son assise financière (le revenu annuel de 12 000 £ de Sotherton) et son statut social (le domaine est le berceau historique de sa famille et il a un hôtel particulier à Londres) ; les 4 000 £ de revenu annuel d'Everingham, dont Henry Crawford a hérité dans le Norfolk, font considérer ce libertin comme un parti « inespéré » pour Fanny Price, du moins du point de vue matériel et financier, le seul pris en compte.
Lorsque le capitaine Wentworth arrive à Bath, en 1814, il n'est plus un « moins que rien » (nobody), invisible aux yeux de la bonne société, mais « quelqu'un » (somebody), parce qu'il a amassé une petite fortune de 25 000 £, grâce à l'argent des prises de guerre,. Comme le monde est en train de changer, l'argent devient maintenant un moyen aussi efficace que la grande propriété d'obtenir la reconnaissance sociale.

##### Les héritières
Les jeunes femmes riches de la gentry sont souvent condamnées à être utilisées comme des pions pour asseoir un pouvoir ou stabiliser une fortune, comme la première Eliza Williams, l'« honorable » Miss Morton ou Miss Grey, mais aussi Mrs Tilney ou la malheureuse femme de Mr Elliot, riche et bien élevée mais de très humble origine et épousée uniquement pour sa fortune. Jeunes et naïves, elles sont la proie des séduisants chasseurs de dot : Wickham a cherché à enlever Georgiana Darcy et s'intéresse brusquement à Miss King dont « la soudaine acquisition de dix mille livres était le charme le plus remarquable ».
Miss Grey, que Willoughby épouse pour de basses considérations mercantiles parce qu'il vit au-dessus de ses moyens, a une dot de 50 000 £, ce qui en fait l'héritière la plus fortunée de tous les romans de Jane Austen, Miss Morton, Emma Woodhouse et Georgiana Darcy ayant 30 000 £. Miss Bingley dispose de 20 000 £.
Augusta Hawkins, la fille d'un marchand de Bristol que l'ambitieux pasteur de Highbury, Mr Elton, a fièrement ramené de Bath, lui a apporté en dot 10 000 £.
Catherine Morland, soupçonnée par le général Tilney, sur les confidences fantaisistes de John Thorpe, d'être une riche héritière, puis une pauvresse sans le sou, a une dot relativement modeste (3 000 £) mais nettement plus élevée que celle des demoiselles Dashwood et Bennet.

##### Les outsiders
Qu'elles soient protagonistes principales ou personnages secondaires, les femmes célibataires n'auraient aucune chance de se marier de façon satisfaisante si l'argent et la position sociale étaient les seuls critères : les sœurs de Bingley cherchent à écarter Jane Bennet, car elles « peuvent souhaiter pour [leur frère] [...] qu'il épouse une jeune fille qui lui apporte fortune, hautes relations et honneurs » lui explique Elizabeth. Jane Fairfax a beau être élégante et parfaitement éduquée, Franck sait bien qu'elle est trop pauvre pour être acceptée par l'orgueilleuse Mrs Churchill. Le général Tilney, qui accueille avec chaleur Catherine Morland quand il la prend pour une riche héritière, la chasse sans explications et veut obliger Henry à l'oublier lorsqu'il la croit pauvre.
Jane Austen présente aussi des manipulatrices sans le sou (pennyless) bien décidées à se faire une place dans la société : Lucy Steele qui réussit, grâce à la flatterie, à se faire épouser par Robert Ferrars et apprécier par sa riche belle-mère ; Isabella Thorpe que sa coquetterie dessert finalement ; ou même Penelope Clay, la « dangereuse » jolie veuve soupçonnée de vouloir se faire épouser par Sir Walter et que Mr Elliot emmène finalement avec lui à Londres. Mais elle n'oublie pas qu'il y a des perdantes : les jeunes filles n'ayant pas réussi à se caser deviendront des vieilles filles honorables mais parfois réduites à la misère, comme la bonne mais si insupportablement bavarde Hetty Bates. Par ailleurs, celles qui ont fait un mariage d'amour se retrouvent parfois démunies à cause d'un veuvage précoce, comme Mrs Dashwood ou ruinées par l'insouciance et les malversations masculines comme Mrs Smith, l'amie d'Anne Elliot. Malgré leurs difficultés financières, cependant, elles ne sont pas malheureuses : la générosité naturelle et la gentillesse de Miss Bates comme la capacité de résilience de Mrs Smith leur permettent de supporter avec noblesse et force d'âme leur impécuniosité.

#### Le droit de succession comme ressort des intrigues

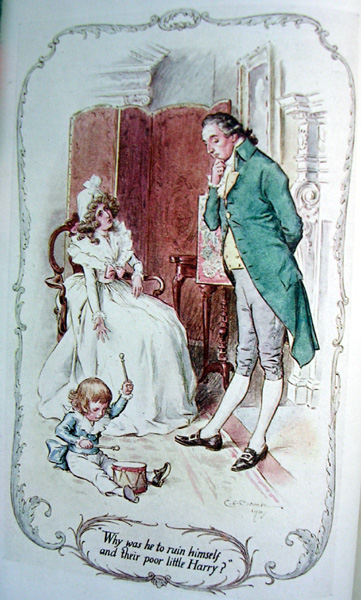
Fanny Dashwood reproche à son mari de vouloir ruiner leur enfant en aidant financièrement ses demi-sœurs (C. E. Brock, 1908).

Les problèmes créés par la transmission du patrimoine traversent la plupart des romans de Jane Austen, et sont parfois au cœur même de l'intrigue, comme dans Sense and Sensibility. Alors qu'en France le droit d'aînesse est officiellement aboli en 1792, il reste la norme au Royaume-Uni dans la landed gentry : le fils aîné, quelles que soient ses qualités personnelles, hérite du domaine. Les cadets doivent trouver une autre source de revenus, une profession cléricale ou militaire en général, et faire un « bon » mariage, ou rester célibataires. Les filles, quel que soit leur rang dans la fratrie et le montant de leur dot, doivent trouver un mari d'un statut social au moins équivalent au leur. Le déclassement social est, pour une femme de bonne famille, une menace très réelle : Frances Price a épousé sur un coup de tête un lieutenant d'infanterie de marine sans le sou qui lui a fait dix enfants, et c'est par charité chrétienne autant que par souci de la famille que son beau-frère, le riche Sir Thomas Bertram, recueille Fanny, l'aînée de ses filles, à Mansfield Park où elle est longtemps traitée en parente pauvre. Les cinq demoiselles Bennet, au décès de leurs parents, bénéficieront au mieux de 40 £ annuellement chacune, comme le fait élégamment remarquer Mr Collins à Elizabeth en demandant sa main. La situation de Miss Bates, fille de pasteur réduite à la misère avec sa vieille mère, est à peine plus pénible que celle qu'expérimentent Jane et Cassandra Austen entre 1805 et 1809 après le décès de leur père, avant de trouver la stabilité à Chawton Cottage où elles sont hébergées avec leur mère par Edward.
Diverses dispositions testamentaires existaient pour éviter le démembrement des propriétés ou leur passage en des mains étrangères. L'entail, en particulier, aboli seulement en 1925 par le Law of Property Act, permettait notamment d'exclure les filles (destinées à se marier, donc à changer de nom) du bénéfice d'une succession, car, en cas d'absence d'héritier mâle direct, les biens passaient à un cousin plus ou moins éloigné. Deux romans de Jane Austen (Orgueil et Préjugés et Persuasion) utilisent cet entail comme ressort de l'intrigue : la menace financière qui pèse ainsi sur l'héroïne l'oblige en effet à envisager un mariage de raison, dans le but d'échapper à une condition misérable en rupture avec la vie qu'elle a connue. Pour la famille, d'ailleurs, la voir épouser l'héritier paraît une solution avantageuse et socialement satisfaisante : certes, Elizabeth Bennet n'envisage à aucun moment d'épouser le ridicule et prétentieux héritier de Longbourn, Mr Collins, mais Anne Elliot est, un bref moment, tentée de se laisser courtiser par William Elliot et de devenir « la future maîtresse de Kellynch », la nouvelle Lady Elliot, pour faire revivre l'esprit de sa mère.
Même quand le domaine n'est pas soumis au régime de la substitution héréditaire, la situation financière des filles peut être difficile à la disparition de leur père. Dans Raison et Sentiments, le vieux Dashwood, sénile, a transmis la nue-propriété de Norland, non à son héritier direct (son neveu Henry) mais au fils de ce dernier : la mort prématurée de Henry Dashwood fragilise le statut social de sa veuve et de ses trois filles, laissées à la merci de John, ce fils d'un premier lit qui, sous l'influence de sa femme et malgré la promesse faite à son père sur son lit de mort, ne les aidera pas financièrement. Et celle des fils n'est parfois pas plus enviable : maîtresse de la fortune de son mari, Mrs Ferrars, dans le même roman, déchoit Edward de son droit d'aînesse puisqu'il refuse d'épouser « l'honorable miss Morton », la riche héritière qu'elle lui destine. De même, Mrs Smith menace de déshériter son neveu Willoughby s'il ne se range pas. Le richissime propriétaire de Northanger Abbey, le général Tilney, bannit son fils Henry, coupable à ses yeux de vouloir épouser une « pauvresse ».

### Vision de la famille
Jane Austen explique son approche littéraire dans ses lettres (dont une lettre de 1814 à sa nièce Anna Austen) : « trois ou quatre familles dans un village de campagne, c'est là le petit morceau d'ivoire (cinq centimètres de large) sur lequel je travaille ». Dans chacun de ses romans elle met en scène un microcosme. Autour de ses héroïnes il n'y a jamais beaucoup de personnages : seulement les relations familiales et amicales qui vont être amenées à jouer un rôle dans le récit, ainsi que les quelques individus que les circonstances ou les événements vont leur faire naturellement rencontrer.

#### Les parents

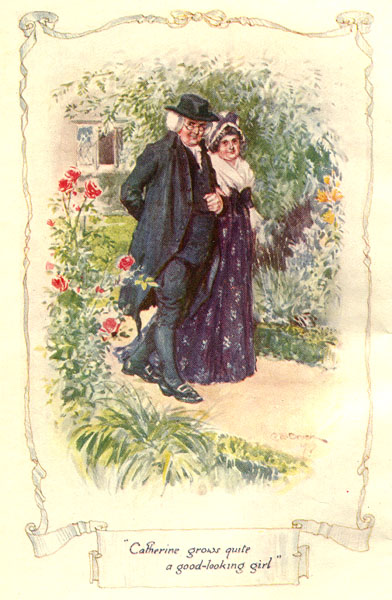
Les honnêtes parents de Catherine Morland sont « normaux » et ordinaires (C. E. Brock, 1907).

Dans la plupart des romans contemporains écrits par des femmes, ceux d'Ann Radcliffe, de Maria Edgeworth, et même chez des écrivains postérieurs comme Charlotte Brontë et George Eliot, l'héroïne est orpheline : c'est un moyen commode de lui permettre de vivre des aventures que la présence d'un père, et surtout d'une mère, rendrait autrement impossibles. Certes, Jane Austen utilise aussi cette commodité d'écriture, mais son souci est la représentation d'événements et de situations vraisemblables, « naturelles, possibles et probables ». D'ailleurs elle présente des parents « normaux » dans Northanger Abbey : Mrs Morland « a eu trois garçons avant la naissance de Catherine et, au lieu de mourir en la mettant au monde, comme n'importe qui aurait pu s'y attendre, elle vivait toujours et avait même eu encore six enfants qu'elle voyait grandir autour d'elle, jouissant elle-même d'une parfaite santé ». Mais ce personnage au caractère égal, simple, honnête et plein de bon sens, est à peine ébauché et ne joue aucun rôle dans l'histoire.

##### Figure du père
Beaucoup de personnages de Jane Austen sont orphelins de père, et plusieurs jeunes gens sont chefs de famille : John Dashwood, Darcy et Bingley (qui ont une sœur célibataire à charge), Robert Martin, le jeune fermier de Mr Knightley dans Emma. La figure patriarcale est même totalement absente dans Raison et Sentiments : le roman s'ouvre sur une double mort, celle du vieux Dashwood et, un an plus tard, celle, prématurée, de son neveu, Henry, qui laisse démunies sa veuve et ses trois filles. Les personnages secondaires aussi sont orphelins de père (Mrs Ferrars et Mrs Jennings sont veuves).
Les sœurs Steele et Willoughby sont même doublement orphelins.
Le sont aussi les Crawford, Henry et Mary dans Mansfield Park, les Darcy (l'« excellent » père de Darcy et Georgiana est mort cinq ans plus tôt), les Bingley, Mr Collins et George Wickham, dans Orgueil et Préjugés, auxquels il faut ajouter Jane Fairfax dans Emma, et Frederick Wentworth, puisque, lorsqu'il met sac à terre, il est hébergé chez son frère ou son beau-frère.
Sans être absent, le père est souvent un piètre exemple d'autorité paternelle, obligeant l'héroïne à chercher ailleurs une figure d'autorité : Mr Bennet fuit ses responsabilités, Mr Woodhouse laisse sa fille diriger Hartfield à sa guise, le général Tilney est un tyran domestique égoïste et calculateur, Sir Walter Elliot un baronet inconséquent et vaniteux, incapable de gérer son domaine.
La figure traditionnelle du pouvoir patriarcal est incarnée par Sir Thomas, le maître de Mansfield Park. Mais ce personnage austère, rigide et froid, dont l'absence de deux ans (pour aller surveiller ses plantations à Antigua) est ressentie par toute la famille comme une délivrance, est finalement obligé de reconnaître ses erreurs, tant dans son comportement que dans l'éducation de ses filles.
Toutes ces figures, absente ou déficientes, conduisent à terme le lecteur à remettre en question le bien-fondé de la hiérarchie familiale et de l'autorité patriarcale.

##### Autorité maternelle
Absence de mère

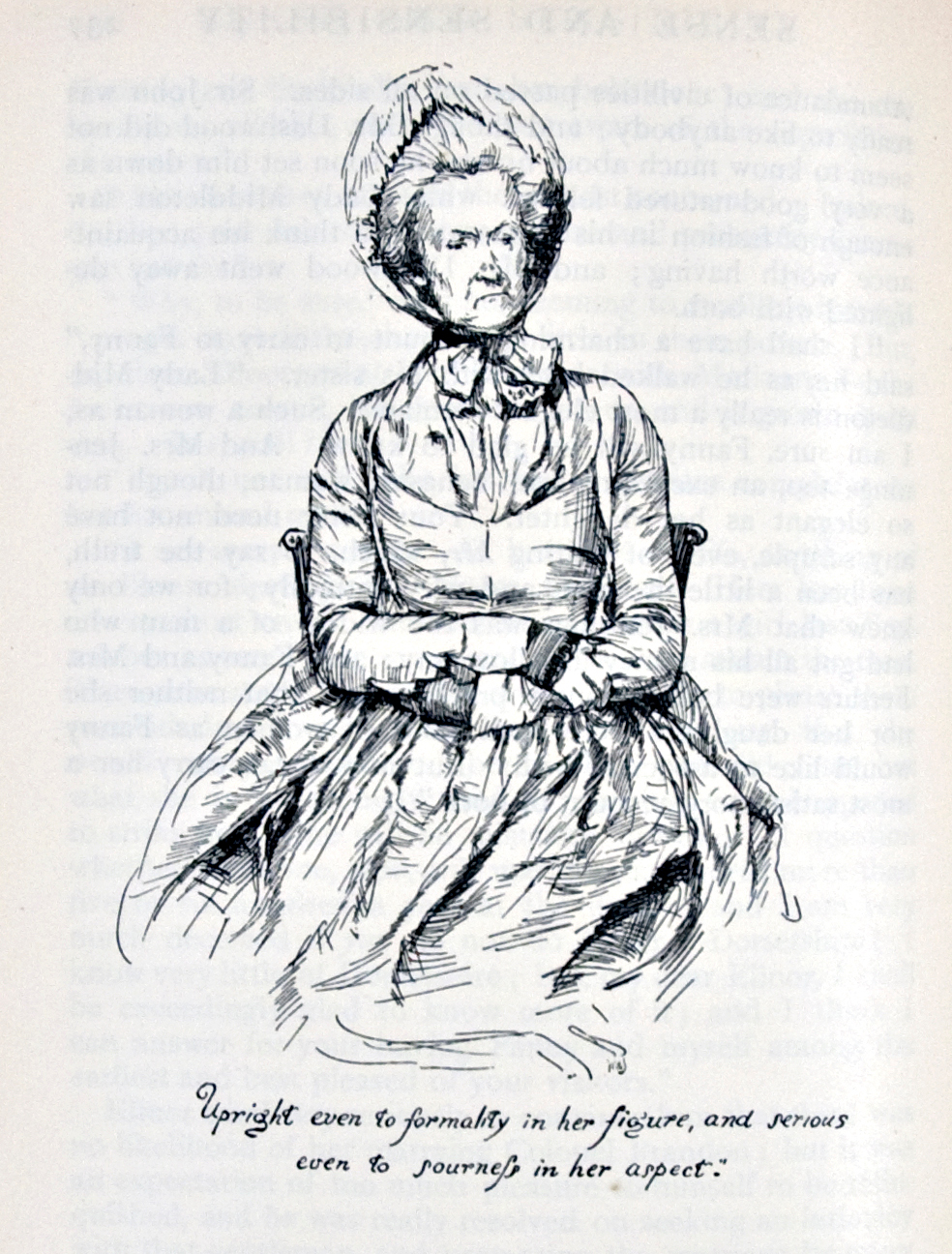
Mrs Ferrars est une femme raide et solennelle, dont la sévérité confine à l'aigreur (Chris Hammond, 1899).

Les héroïnes de roman sont traditionnellement orphelines de mère pour une raison très simple selon Susan Peck : dans la société de l'époque, le pouvoir conféré à la mère (motherhood) sur ses filles mineures est exorbitant et leur interdit toute tentative d'émancipation ; elles sont maintenues, jusqu'au mariage, dans un état de soumission et d'ignorance qui les empêche d'acquérir une personnalité indépendante. La présence d'une mère attentive et intelligente auprès de l'héroïne serait le meilleur moyen de l'empêcher de mûrir, « et ainsi de désorganiser le schéma actantiel et bouleverser l'équilibre du roman ».
Chez Jane Austen, seules deux héroïnes ont perdu leur mère : Emma Woodhouse et Anne Elliot. Mrs Woodhouse est « morte depuis si longtemps qu'Emma se souvient à peine de ses caresses » (« Her mother had died too long ago for her to have more than an indistinct remembrance of her caresses ») et Lady Elliot, que la narratrice présente comme une « femme remarquable, intelligente et aimable », est morte quand Anne avait 14 ans, ce qui la laisse désemparée lorsqu'elle est face à des choix : à dix-neuf ans, elle se laisse guider par Lady Russell qui incarne la figure maternelle absente, mais elle regrettera plus tard d'avoir suivi ses conseils. Emma Woodhouse est trop sûre d'elle pour admettre qu'elle aurait besoin de conseils, c'est Mr Knightley qui considère l'absence de sa mère comme préjudiciable car il est persuadé qu'elle a perdu en sa mère la seule personne capable de la contrecarrer (« In her mother she lost the only person able to cope with her »).
Figures tyranniques ou incompétentes
La disparition du père entraîne une société de veuves chefs de famille qui, si elles sont riches, sont tentées d'exercer un pouvoir despotique sur les jeunes gens : l'acariâtre Mrs Ferrars veut imposer une épouse de son choix à son fils aîné, la prétentieuse Lady Catherine aimerait bien en faire autant avec son neveu, mais Darcy est financièrement indépendant ; en revanche, Willoughby dépend de sa tante, Mrs Smith, qui le chasse lorsqu'elle apprend son inconduite. Pauvres, comme Mrs Dashwood, elles sont plus enclines à soutenir leurs enfants dans leurs aspirations, avec maladresse parfois.
Les figures de mères incompétentes ne manquent pas : Mrs Dashwood qui tient peu compte des problèmes concrets du quotidien est d'une indulgence déraisonnable envers l'imprudente Marianne, sa deuxième fille, et sous-évalue son aînée, la sage Elinor ; Mrs Price, usée par les maternités et la vie difficile, gère son ménage dans un « lent affairement » tandis que sa sœur, Lady Bertram, langoureuse et indolente, se repose avec candeur sur les personnes de son entourage et laisse la pernicieuse Mrs Norris diriger la maison et gâter ses filles ; Mrs Bennet, sotte et égocentrique, a un comportement vulgaire qui cause, involontairement certes, le plus grand tort à ses filles.
Parfois, les héroïnes ont la chance d'avoir des mères de substitution, mais si Mrs Gardiner est pour ses nièces un modèle de responsabilité parentale, Lady Russell se laisse aveugler par son orgueil social et ses préjugés de caste et Miss Taylor, gouvernante puis amie d'Emma Woodhouse, a toujours été trop douce pour avoir un quelconque pouvoir sur elle.

#### Les enfants

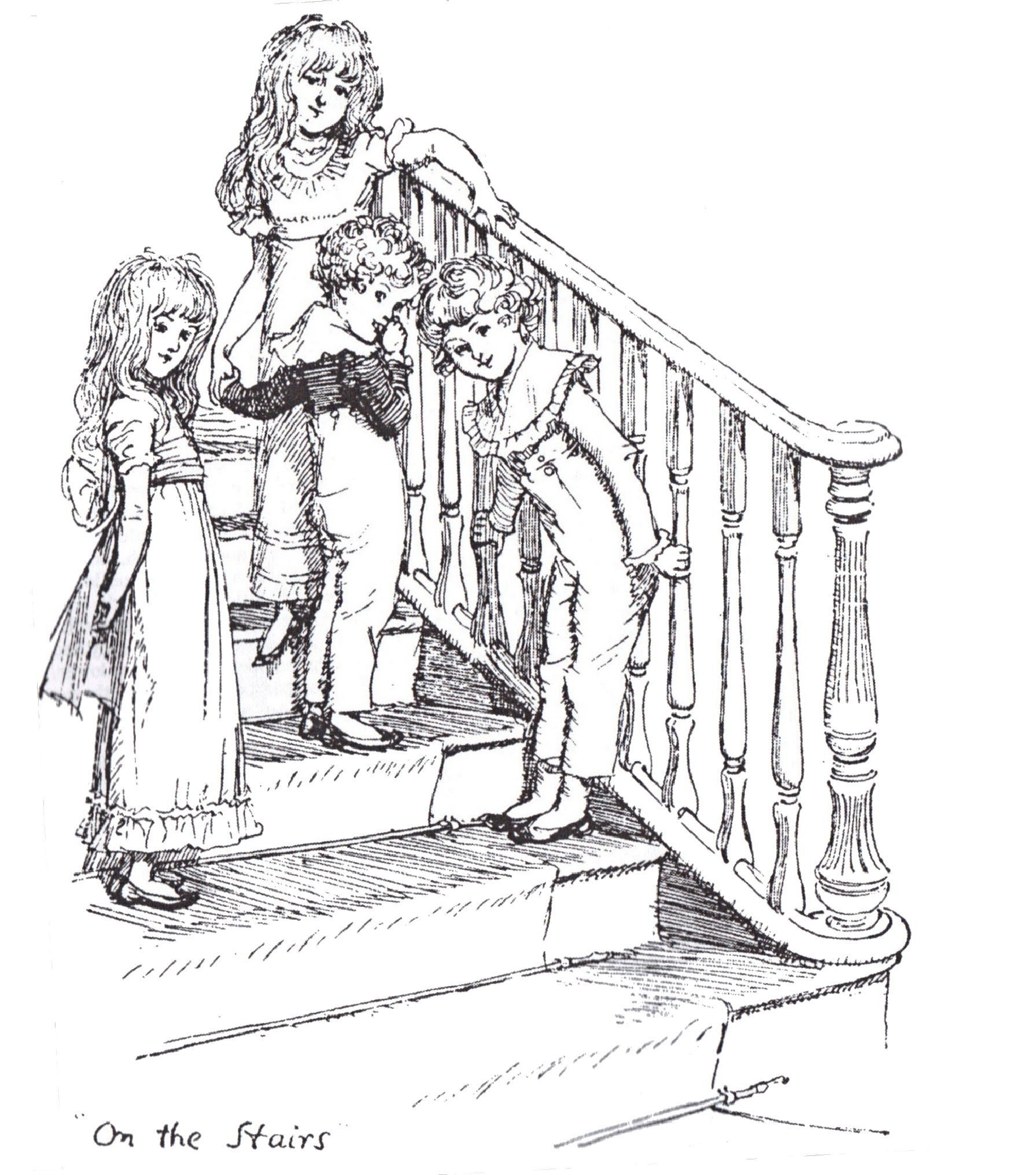
Les Gardiner ont quatre jeunes enfants, élevés de manière assez libérale (Hugh Thomson, 1894).

##### Des familles réduites
En dehors de Pride and Prejudice, où Mrs Bennet se débat pour marier ses cinq filles, les familles qui évoluent dans l'œuvre de Jane Austen comptent peu d'enfants par rapport à la réalité de l'époque, mais ceux-ci ont un point commun : ce sont, pour la plupart, de jeunes adultes en âge de se marier. Si Charlotte Lucas, Catherine Morland ou Fanny Price appartiennent à des familles nombreuses, seuls la jeune sœur de Charlotte (Maria), un frère de Catherine (James), un frère (William) puis une sœur de Fanny (Susan) jouent un rôle non négligeable dans la narration.
Des enfants plus jeunes apparaissent éventuellement, mais uniquement en fonction de leur rôle dans l'avancée des intrigues, comme on le voit en particulier dans Raison et Sentiments pour la jeune Margaret, qui, à quatorze ans, est incapable de garder un secret et embarrasse sa sœur Elinor en évoquant en public l'existence d'Edward ; le petit Harry, dont les enfantillages ont séduit le vieux Dashwood au point qu'il transmet le domaine familial à son profit ; les enfants Middleton qui donnent l'occasion à Lucy Steele de se faire bien voir par leur mère, sans oublier le bébé de Charlotte à cause duquel les Palmer quittent précipitamment Cleveland, de peur que la maladie de Marianne ne soit contagieuse. De même, dans Mansfield Park, le lecteur découvre, durant l'exil de Fanny Price à Portsmouth, que ses plus jeunes frères, Tom et Charles, sont bruyants et peu obéissants et que Betsey, la petite dernière, est trop gâtée.
Si, dans ces deux ouvrages, l'auteur présente des mères incompétentes et de jeunes enfants que la narratrice juge assez sévèrement, dans les autres romans elle considère leur comportement avec plus d'indulgence mais sans jamais tomber dans le sentimentalisme : les Gardiner forment une famille heureuse avec leurs quatre enfants, comme les Morland qui en ont dix, et les familles de l'entourage d'Emma Woodhouse : Isabella et John Knightley, qui en ont déjà cinq et les Weston chez qui naît une petite fille. Anne Elliot, pour sa part, est heureuse d'avoir l'excuse de s'occuper du jeune Charles Musgrove, son neveu, blessé, pour éviter de rencontrer le capitaine Wentworth, son ancien fiancé.

##### Relations au sein des fratries
En général l'héroïne peut s'appuyer, à des degrés divers, sur l'amour de sa famille (Northanger Abbey) ou au moins d'une sœur (Pride and Prejudice, Sense and Sensibility), voire d'un frère et d'un cousin (Mansfield Park).

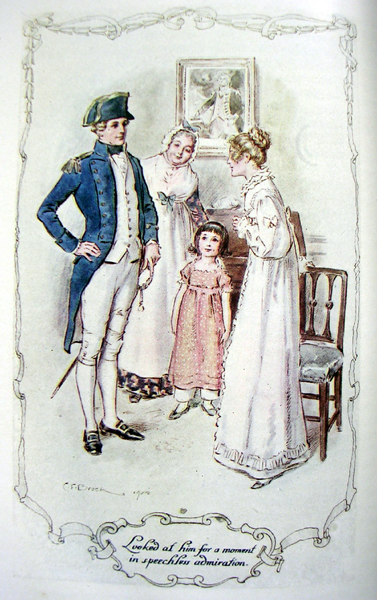
Fanny, sans voix tant elle est émue, admire William dans son uniforme tout neuf de lieutenant (C. E. Brock, 1908).

Les relations entre sœurs surtout sont développées dans plusieurs romans. Ces sœurs, quoique de caractères très différents, sont très proches : souvent l'aînée est plus calme, la cadette plus vive. Dans Orgueil et Préjugés, où Jane et Elizabeth Bennet forment un couple fraternel très uni et Kitty et Lydia un autre plus conflictuel, les deux aînées, miroir de la profonde affection qui unissait les deux sœurs Austen, se complètent, se soutiennent et s'appuient l'une sur l'autre, offrant l'un des plus beaux exemples d'amitié féminine de la littérature romanesque de la fin du XVIIIe et du début du  XIXe siècle.
Le couple formé par Elinor et Marianne Dashwood dans Sense and Sensibility n'est pas sans rappeler celui que forment Jane et Elizabeth, mais ici l'action dramatique tourne autour des relations entre les deux sœurs et du parallélisme parfait de leurs aventures sentimentales. Fanny Price, lorsqu'elle quitte Mansfield Park, renvoyée dans sa famille paternelle à Portmouth, est heureuse de trouver en sa jeune sœur Susan une compagne selon son cœur et de s'en faire une amie. Toutefois c'est avec William, son aîné d'un an et son confident, qu'elle a établi des liens très forts, puis, une fois à Mansfield Park, Edmund Bertram devient rapidement pour la petite fille solitaire un grand frère (il a six ans de plus qu'elle) aussi aimé que William.
Cependant, les liens fraternels tissés par Catherine Morland dans sa très nombreuse famille ne sont pas détaillés, et ceux que l'héroïne d'Emma entretient avec sa sœur aînée sont passablement inefficaces ; mais ce sont des liens profonds. Anne Elliot en revanche, si peu appréciée par sa propre famille, ce qui fait d'elle la plus solitaire des héroïnes créées par Jane Austen, ne peut que regarder avec sympathie l'affection que se portent ses jeunes belles-sœurs Henrietta et Louisa Musgrove.

#### Familles de sang et familles de cœur

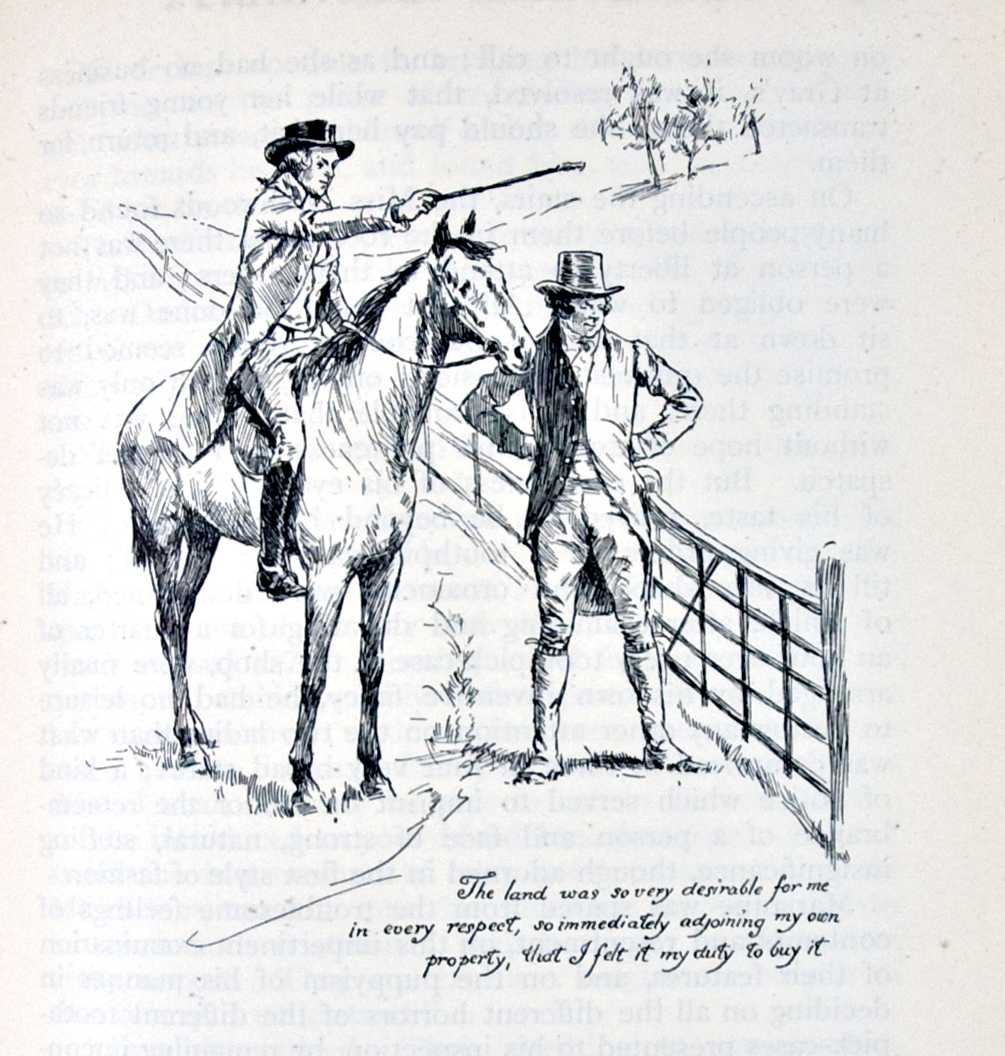
Pour John Dashwood, agrandir Norland, même au détriment de ses voisins, est considéré comme un « devoir » (Chris Hammond, 1899).

Dès son premier roman Jane Austen oppose deux conceptions de la famille : la conception conservatrice, uniquement intéressée par la transmission du nom et l'accroissement (improvement) du patrimoine, de génération en génération, qu'incarne John Dashwood, et la famille en tant que groupe humain, représentée par les demoiselles Dashwood et leur mère, exilées de Norland parce qu'elles sont des femmes, donc destinées à changer de nom. Deux autres personnages sont exclusivement attachés à ces valeurs aristocratiques : Lady Catherine et Sir Walter. Lady Catherine de Bourgh, particulièrement attentive à la notion de rang, de relations et de fortune, souhaite unir sa fille et son neveu pour renforcer les liens ancestraux de leurs deux « maisons » et asseoir davantage le pouvoir de leurs familles en réunissant leurs fortunes, qui « des deux côtés est magnifique ». Elle rappelle à Elizabeth Bennet que Darcy, « par sa mère, appartient à une noble lignée et descend, du côté de son père, de familles respectables, honorables, et anciennes, quoique non titrées », mais échoue à le séparer d'Elizabeth. Sir Walter Elliot se réfugie dans la contemplation narcissique et stérile, dans le Baronetage, des mots qui indiquent noir sur blanc son nom et ses propriétés : ELLIOT OF KELLYNCH-HALL, mais il est incapable d'assumer les responsabilités morales qu'ils impliquent.
Quant à Pemberley, le domaine ancestral des Darcy, c'est le seul lieu où les deux acceptions du mot famille, l'espace social et l'espace domestique, se confondent harmonieusement. Certes, Mansfield Park est aussi un lieu d'élégance, de savoir-vivre, d'habitudes régulières et d'harmonie, mais la plupart de ses habitants ont trop de défauts et Sir Thomas, rigide gardien des traditions conservatrices, est aussi propriétaire d'esclaves dans les Antilles. La famille Bertram, durement ébranlée par le scandale qu'entraînent l'adultère de Maria et la fuite de Julia à Gretna Green, compte finalement sur Fanny Price pour retrouver la sérénité ; à son retour de Portsmouth, accueillie par son oncle en véritable fille de la maison, elle peut enfin considérer Mansfield Park comme son véritable foyer.
En réalité, ce qui fait le prix de Pemberley est moins la richesse matérielle qu'il génère (les 10 000 £ de revenus) que sa valeur sociale et morale. Il est, aux yeux de Jane Austen, le symbole et le domaine de valeurs « vraies » où les relations existant entre le propriétaire et ses serviteurs, domestiques comme métayers, sont particulièrement bienveillantes ; il devient le home où Elizabeth Bennet va trouver le « confort, l'élégance et l'intimité de la vie familiale » et le centre où Darcy et Elizabeth accueillent ceux qui sont jugés dignes de faire partie de leur famille.
Mais c'est dans Persuasion que la famille, au sens domestique, prend toute sa valeur : le roman oppose les Elliot de Kellynch Hall, c'est-à-dire Sir Walter, sa fille aînée et dans une moindre mesure la plus jeune, Mary Musgrove (des personnages vaniteux, attachés à des conventions stériles et à la reconnaissance de leur rang) aux Musgrove d'Uppercross chez qui règnent un confort douillet, l'affection et la joie de vivre ; Mr et Mrs Musgrove manquent certainement d'élégance et de culture, mais ils veulent le bonheur de leurs filles. Quant à Anne Elliot, son mariage avec Frederick Wentworth la fait entrer dans la grande famille des gens de mer, pleine d'affection et de chaleur humaine. En s'éloignant de sa famille de sang, figée dans des relations vaines et stériles et dénuée de toute affection, Anne se constitue une famille d'adoption composée de personnes dont elle apprécie le caractère franc et chaleureux. Son évolution reflète l'évolution de la société anglaise en faveur des valeurs domestiques, au détriment de l'importance accordée à la famille « généalogique ».

### Thème du mariage

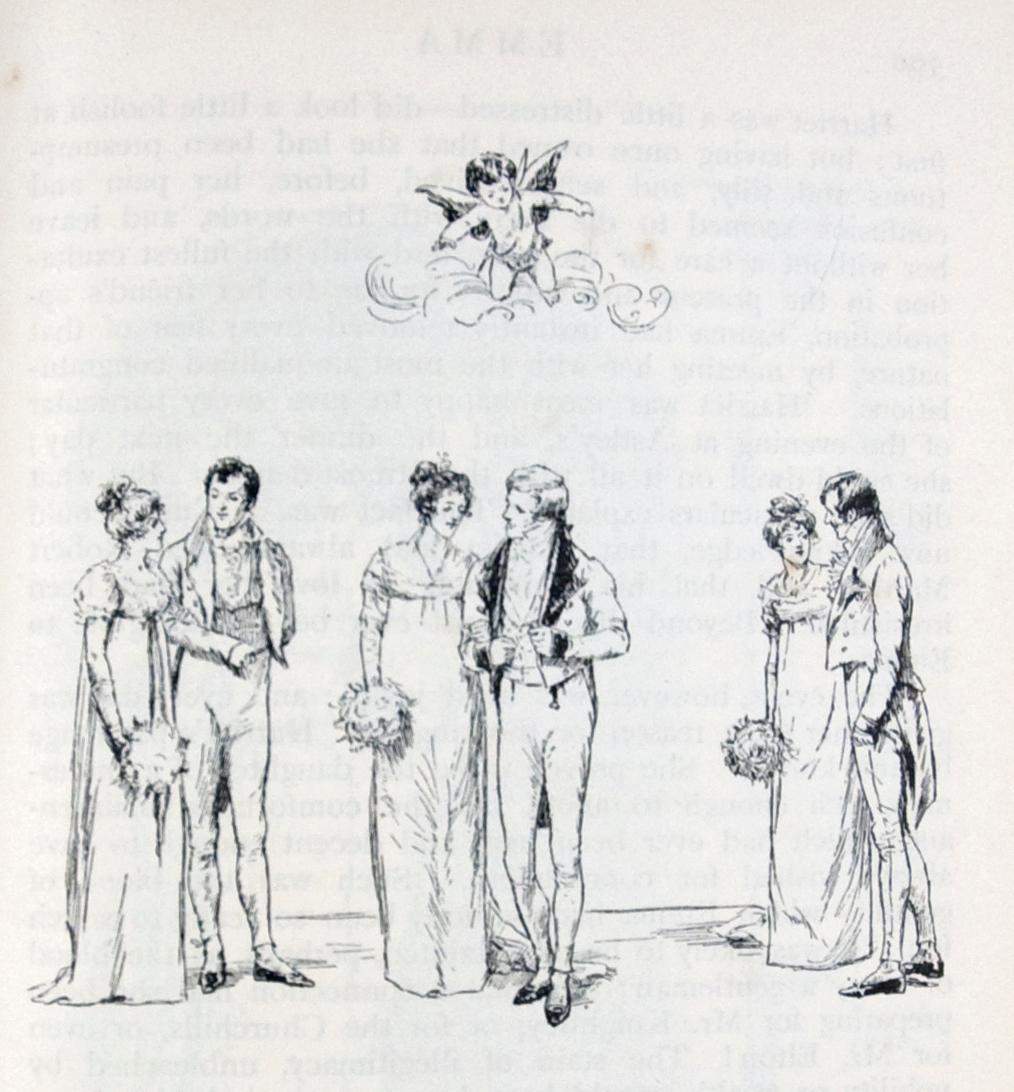
L'intrigue d'Emma, qui se termine par trois mariages heureux, présente une large palette de situations matrimoniales (Chris Hammond, 1898).

#### Un thème majeur
Le mariage est le thème majeur de tous les romans de Jane Austen qui, comme les contes, les romans sentimentaux du XVIIIe siècle et les comédies de mœurs, se terminent en général par un mariage d'amour. Mais Jane Austen n'écrit pas de romans sentimentaux, même si son roman le plus célèbre, Orgueil et Préjugés, est souvent considéré comme le parangon du romance novel : héritière de la tradition littéraire du XVIIIe siècle, elle n'a pas une vision romantique de l'amour. Elle réfute d'ailleurs deux idées reçues sur l'amour dans la littérature : l'idéal du coup de foudre et l'impossibilité d'aimer plusieurs fois. Elle se méfie aussi de la passion amoureuse et préfère un amour « raisonnable », attachement profond mais rationnel, fondé sur l'estime et la tendresse (strong feelings). Bien qu'elle ironise sur les mariages de convenance, pourtant la norme à son époque, et même satirise les mariages d'argent, parfaitement admis par ses contemporains ; et bien qu'elle juge que l'amour passe toujours avant l'argent, il ne saurait s'en passer : pour un mariage réussi, sentiments et situation financière doivent s'équilibrer harmonieusement.
Le sujet suscite alors des débats passionnés chez les écrivains conservateurs (Hannah More, Jane West, Hugh Blair, James Fordyce) comme chez les tenants de l'émancipation féminine (Mary Hays ou Mary Wollstonecraft) qui dénoncent la situation précaire de la femme dans la société georgienne socialement figée : non reconnue comme sujet indépendant par le droit coutumier, elle est généralement soumise à une autorité masculine (père, frère, mari), et financièrement dépendante d'elle ; célibataire, elle est dévalorisée, le statut de femme mariée étant toujours supérieur. Le patrimoine étant pratiquement toujours transmis à un héritier mâle, elle peut être légalement lésée. En cette période troublée, un « bon » mariage est donc la seule manière d'obtenir ou de garder une place honorable dans la société et d'être à l'abri de difficultés financières, car les personnes disposant de faibles revenus sont particulièrement exposées, notamment au cours des années 1790. Incitées par les mères à « chasser le mari » en se faisant valoir sur le « marché du mariage » par leur beauté et leurs accomplishments, les « filles à marier » doivent aussi être attentives au statut et à l'assise financière de l'homme qui demandera leur main.

#### Une idée du bonheur
Jane Austen présente donc les divers comportements de sa classe sociale à travers nombre de personnages secondaires mariés, comme si elle avait voulu montrer, et hiérarchiser, tous les cas de figure qui s'offrent à une jeune fille en âge de prendre époux : mariage fondé uniquement sur la passion amoureuse et finalement peu satisfaisant, qu'elle qualifie de mariage « imprudent », comme celui de Mr Bennet, de Mrs Price, voire le premier de Mr Weston ; mariage d'argent, peu heureux pour celle qu'a épousée le général Tilney ou franchement malheureux pour la femme de Mr Elliot ; mariage de convenance, peu épanouissant, comme celui de nombreux personnages secondaires, les Middleton, les Palmer, les Hurst ou même Charles et Mary Musgrove ; mariage heureux, enfin, fondé sur l'affection et le respect mutuels, sentimentalement et intellectuellement équilibré, économiquement viable, qu'elle considère comme l'idéal à atteindre : celui des Gardiner, des Weston ou des Croft, qu'elle offre en exemple à ses héroïnes.
Ce qui est essentiel pour toutes ces héroïnes, finalement, est leur épanouissement personnel, en l'absence de toute considération ambitieuse. Cependant, si Jane Austen affirme que leur vie conjugale sera heureuse, elle se garde bien d'en préciser le fonctionnement au quotidien.
Elle suggère juste que leur mariage aboutit, au terme de leur voyage spatial et psychologique, à inventer un « vivre ensemble » dans une nouvelle communauté plus conforme à leur idée du bonheur. Dans tous les cas, la qualité et la profondeur de l'union des protagonistes principaux est renforcée par l'amitié qui les lie aux autres membres de leur communauté.

## Postérité de l'univers de Jane Austen
Selon William F. Buckley Jr., « on ne lit pas Jane Austen, on relit Jane Austen » (« One doesn't read Jane Austen; one re-reads Jane Austen »).

### Réception dans les pays francophones: un long malentendu
Dans le monde anglo-saxon l'image populaire de Jane Austen est dissociée de sa reconnaissance de longue date comme l'un des plus grands écrivains britanniques et se développe en parallèle, mais dans le monde francophone la réputation de l'écrivain demeure brouillée et ambiguë. Non seulement ses romans bousculent les catégories de ce que la critique littéraire française (qui a tendance à dévaloriser la romancière par rapport au romancier) considère au XIXe siècle comme de la « grande littérature » mais les traductions publiées au cours du XIXe  et du  XXe siècle en offrent en général une image plus ou moins déformée. Valérie Cossy, de l'université de Lausanne, rappelle que les premières traductions, trop « lisses » ou trop sentimentales, l'ont fait ranger parmi les auteurs mineurs, ces romancières « romantiques » et un peu mièvres écrivant pour un lectorat féminin.
Ce n'est que dans le dernier quart du XXe siècle que Christian Bourgois l'inscrit à son catalogue de littérature étrangère et que la critique universitaire commence à s'intéresser à elle ; et c'est seulement en 2000 que paraît dans la Bibliothèque de la Pléiade le tome I de ses Œuvres romanesques, avec ses trois romans de jeunesse. Dès lors, Jane Austen accède à la reconnaissance littéraire dans le monde francophone et est consacrée comme un auteur « sérieux ». Les traductions de ses œuvres prennent alors un tour plus académique mais les commentaires peinent encore à étudier leur humour et leur ironie.
Son image dans le public reste cependant ambiguë. Isabelle Bour relève ainsi dans le numéro du 26 octobre 2012 du magazine Elle un article intitulé « Joue-la comme Jane Austen », dont le sous-titre précise : « Pour trouver l’âme sœur, mieux que Meetic, il y a la méthode victorienne ». En outre, à côté des quelques traductions récentes parues en collections de poche « classiques », plus fidèles aux romans originaux, des traductions anciennes (et libres de droits), plus proches de ce que les éditeurs considéraient naguère comme correspondant au « goût français », continuent à être rééditées sous de nouvelles jaquettes : l'Archipel a ainsi profité des succès des adaptations cinématographiques des romans de Jane Austen pour reprendre en 1996, sous le titre Raisons et Sentiments, la traduction très infidèle d'Isabelle de Montolieu (Raison et Sensibilité ou les deux manières d'aimer) et en 1997, sous le titre Mansfield Park, le Mansfield Park ou les trois cousines d'Henri Villemain de même que, sous le titre Emma, La Nouvelle Emma ou les Caractères anglais du siècle paru anonymement en 1816 (réédités par Archipoche, respectivement en 2006, en 2007 et en 2009). La traduction de 1932 de Valentine Leconte et Charlotte Pressoir, Les Cinq filles de Mrs Bennet, élégante mais « où des paragraphes entiers ne sont pas traduits », est toujours disponible chez 10/18 et reprise dans d'autres éditions sous le titre Orgueil et Préjugés. Valéry Cossy constate que « Jane Austen est le seul auteur étranger de La Pléiade qui soit traité de façon aussi ignominieuse en français » et Lucile Trunel, qui a consacré en 2008 sa thèse de doctorat aux éditions françaises de Jane Austen, affirme que cet écrivain de génie « reste injustement méconnu de ceux qui la lisent en traduction française ». Dans L'Encyclopédie visuelle Jane Austen, Gwen Giret et Claire Saim insistent sur le fait que les traductions valorisent plus « le côté sentimental, où les thèmes principaux sont essentiellement la préoccupation matérielle, l'histoire d'amour et son happy end ».

### Adaptations et hommages
Les écrits de celle que Virginia Woolf considérait comme « une maîtresse d'émotions beaucoup plus profondes que celles qui apparaissent à la surface », ont embrasé l'imagination de lecteurs enthousiastes, les Janeites. Orgueil et Préjugés en particulier a d'abord fait, et fait encore régulièrement, l'objet d'adaptations théâtrales et de comédies musicales depuis l'adaptation en 1922 de Mary Steele MacKaye.
Les romans de Jane Austen, mais là encore essentiellement Pride and Prejudice, ont aussi inspiré de multiples hommages, aussi divers que la nouvelle de John Kessel Orgueil et Prométhée ou le roman policier de P. D. James La mort s'invite à Pemberley. Même Jeffrey Eugenides, dans Le Roman du mariage (The Marriage Plot (en), 2011), fait référence à la trame narrative (plot) et à la thématique (Marriage) des romans de Jane Austen, selon lui « impossibles à adapter aujourd'hui ».
Les adaptations à l'écran des romans ont permis, surtout depuis les années 1990, de faire découvrir ou redécouvrir l'œuvre de Jane Austen et ont généré de multiples œuvres dérivées tournant essentiellement autour des personnages de Pride and Prejudice, écrites par des personnes « éprouvant le besoin de développer l'univers, les personnages et les histoires qu'elle a créés ». Cette « littérature para-austenienne » utilise les canevas et les canons austeniens, mais tend plus souvent vers le conformisme et les clichés du roman sentimental que vers l'ironie et l'élégance du style d'Austen.

#### Les adaptations à la télévision et au cinéma

Robe de style Empire et spencer de velours, portés par Emma Thompson dans le film d'Ang Lee (1995).

Si le cinéma s'est emparé d'Orgueil et Préjugés en 1940, c'est à partir des années 1995-1996, et la possibilité de filmer en décors naturels, que les adaptations ont proliféré.
- En 1995, à la télévision : Orgueil et Préjugés sur le scénario d'Andrew Davies et Persuasion de Roger Michell, et au cinéma : Raison et Sentiments d'Emma Thompson, suivi de Clueless d’Amy Heckerling (transposition d'Emma dans un lycée de Beverly Hills).
- En 1996 sortent au cinéma Emma, l'entremetteuse de Douglas McGrath et à la télévision Emma de Diarmuid Lawrence.

Les questions que soulevait Jane Austen sont toujours d'actualité dans le contexte contemporain, ce que semble indiquer la variété des origines des films adaptés de ses romans.
Ainsi, en 2000, Kandukondain Kandukondain, un film musical qui s'inspire autant du roman Sense and Sensibility que de sa version cinéma d'Ang Lee, sort en langue tamoule. En 2004, Bride & Prejudice de Gurinder Chadha obéit à certains codes bollywoodiens. En 2012 sort  Fill the Void (Le cœur a ses raisons), film israélien de Rama Burshtein qui se réclame de Jane Austen pour décrire l'univers « aux règles rigides et claires » dans lequel évoluent ses personnages, lesquels « ne cherchent pas le moyen de s'en échapper, mais d’y vivre ».
Une deuxième version cinéma d’Orgueil et Préjugés, réalisée par Joe Wright, sort en 2005 aux États-Unis, un remake de Persuasion par Adrian Shergold sort en 2007, un d'Emma, sur un scénario de Sandy Welch, est présenté à la BBC en 2009.
Depuis les années 1960, les responsables des décors et des costumes de ces adaptations (heritage films, costume dramas, period dramas) recherchent les détails « authentiques » qui restitueront les ambiances, manifestation de la nostalgie d'une période historique et d'un mode de vie qui font rêver, mais sont largement fantasmés, comme le montre Orgueil et Quiproquos en 2008.

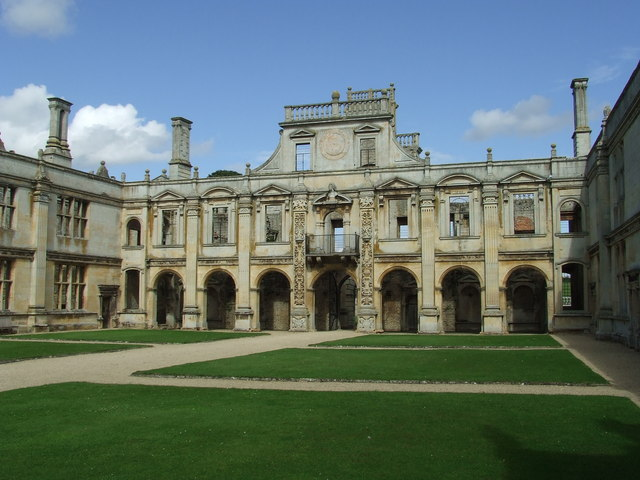
Pour Patricia Rozema, Kirby Hall symbolise la ruine morale de Mansfield Park.

Les textes de Jane Austen sont souvent portés à l'écran parce qu'ils possèdent des éléments intemporels que l'on peut assez facilement mettre au goût du jour, mais les adaptations optent fréquemment pour un romantisme absent des romans sources. Pride and Prejudice : A Latter Day Comedy, sorti en 2003 aux États-Unis, relève de la Chick lit et le film de 2005 se concentre sur l'histoire d'amour, dans une présentation romantique plus proche des Brontë que de Jane Austen.
Depuis 1995, les adaptations se font ainsi plus sentimentales, se terminant fréquemment sur le baiser des deux héros, ce qui correspond aux attentes du public et confirme la victoire des sentiments et de la vision romantique.
D'ailleurs les adaptations trop tendancieuses, comme le Mansfield Park de Patricia Rozema en 1999, ont un succès moindre auprès du grand public. Avec ses sous-entendus gothiques et féministes, il se présente comme un « exercice de style post-colonial irrévérencieux », une sorte de « pastiche post-moderne du roman de Jane Austen », où Mansfield Park est à moitié en ruine, et Sir Thomas un personnage ambigu, avec un côté menaçant et violent.

#### Traitement dans les adaptations
Les romans originaux n'ont souvent été lus que par un public restreint, les réalisateurs s'appuient donc sur une version visuelle antérieure, généralement mieux connue que la source écrite, créant un jeu subtil d'intertextualité rempli de clins d'œil pour un public averti et complice : ainsi, le plongeon dans le lac d'Hugh Grant dans Le Journal de Bridget Jones renvoie au « Colin "wet shirt" Firth » de la série de 1995 ; la version 2007 de Persuasion reprend la scène tirée de la fin initiale manuscrite du roman, déjà utilisée dans la version de 1995 ; Fanny Price, la timide « petite souris » de Mansfield Park, est aussi vive, intrépide et spirituelle dans le téléfilm de 2007 que dans le film de 1999 ; de nombreuses scènes d'Orgueil et Quiproquos pastichent des scènes emblématiques de la série de 1995 et du film de 2005.

##### Un cas particulier:Orgueil et Préjugés

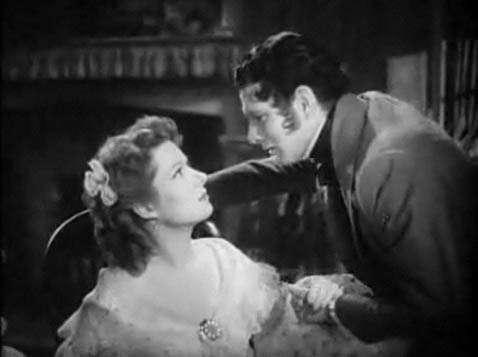
La première demande en mariage de Darcy dans Pride and Prejudice, 1940.

La multiplication des adaptations (en particulier plus d'une dizaine de costume dramas depuis 1938 à la télévision) et leur étalement dans le temps confèrent aux personnages, incarnés par des acteurs, une autre dimension qui renseigne sur l'évolution des mentalités et des attentes du public, comme le montre l'étude diachronique des quatre adaptations encore accessibles d'Orgueil et Préjugés, entre 1940 et 2005.
Orgueil et Préjugés (1940)
La version de 1940, inspirée non du roman mais d'une adaptation théâtrale à succès, met l'accent sur la différence sociale entre les personnages : Darcy (Laurence Olivier) est un aristocrate hautain qui ne voit pas la nécessité de se montrer aimable en société et Elizabeth (Greer Garson) une petite bourgeoise provinciale délurée aux manières désinvoltes. Le côté comique des personnages secondaires est accentué, mais la psychologie des personnages principaux n'est pas approfondie ; à cause de la rapidité de l'action, habituelle dans les screwball comedies, le changement d'attitude des deux protagonistes relève de la volte-face et la résolution des problèmes manque totalement de vraisemblance.
Orgueil et Préjugés (1980)
L'adaptation de 1980, qui présente exclusivement le point de vue d'Elizabeth, met en valeur deux éléments du roman : le profond attachement de l'héroïne à sa famille et l'importance du thème du mariage. Tournée essentiellement en studio, elle souffre d'une mise en scène un peu trop statique, mais le scénario est généralement considéré comme particulièrement fidèle.
Elizabeth Garvie y incarne une Elizabeth intelligente et têtue, voire butée, plutôt sédentaire et posée ; le physique de David Rintoul accentue l'air hautain, taciturne et figé d'un Darcy qui parle d'un air contraint et dont Elizabeth interprète négativement le regard : il reste pratiquement jusqu'à la fin, pour elle, donc pour le spectateur, un personnage distant et indéchiffrable.
Orgueil et Préjugés (1995)

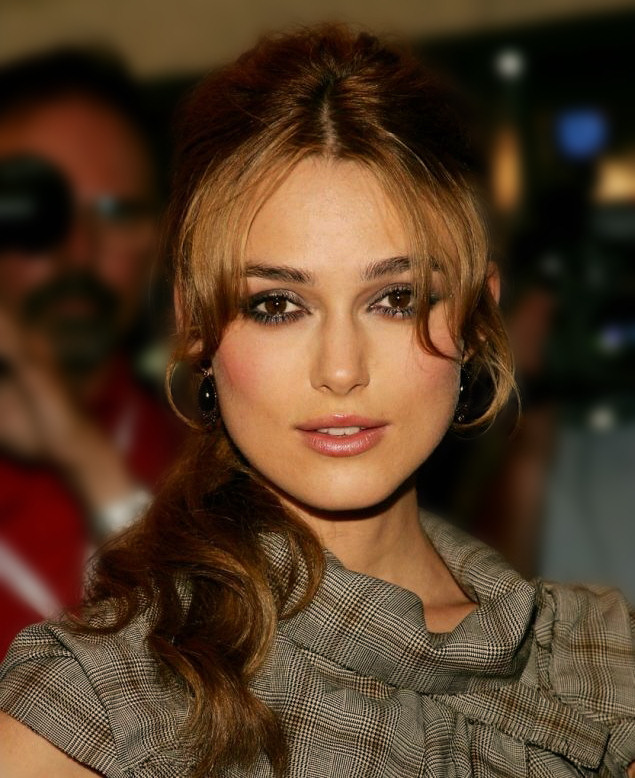
Keira Knightley est Elizabeth Bennet dans Pride & Prejudice, 2005.

L'adaptation de 1995 étoffe au contraire le rôle de Darcy, les scènes ajoutées révélant une personnalité complexe qui n'est qu'esquissée dans le roman. L'image permet d'ajouter des gestes symboliques : au début, Colin Firth est souvent filmé de profil ou observant l'extérieur de l'embrasure d'une fenêtre, signes du désintérêt (ou du mépris) de Darcy pour la société qui l'entoure ; il pourchasse Elizabeth d'un regard prédateur qui « chosifie » la femme.
Après leur rencontre à Pemberley, le regard devient moyen de communication : là où le roman expose des réflexions d'Elizabeth ou des remarques de la narratrice extradiégétique, la « narration cinématographique » présente des attitudes.
Jennifer Ehle campe une Elizabeth peu conventionnelle, débordant de vitalité, avec une touche sexuelle troublante. Les hésitations de Darcy à engager la conversation suggèrent le pouvoir qu'elle exerce sur lui, lui apprenant finalement à changer son regard : dans la dernière scène, il rit franchement. C'est une interprétation résolument féministe.
Orgueil et Préjugés (2005)
En 2005, conscient du rayonnement de la mini-série de 1995, Joe Wright conçoit son film en partie comme une réaction à celle-ci : le récit est situé en 1797 (année d'écriture de First Impressions) et non en 1813 (année de parution) ; il est recentré sur Elizabeth, l'attraction sexuelle est amplifiée, le langage modernisé. Keira Knightley campe une Elizabeth à l'air résolument jeune, provoquant et sensuel et Matthew Macfadyen joue un héros romantique à la Byron.
Le film prend aussi des libertés par rapport aux utilisations symboliques des paysages et des intérieurs dans le roman éponyme, mais Joe Wright reconnaît ne pas avoir recherché la fidélité. Les éléments (la pluie, l'orage, l'aurore) et les gestes (le poing serré de Darcy) illustrent ici les sentiments profonds des personnages, de façon très expressionniste.

##### Le problème des protagonistes masculins
Dans les romans, les personnages masculins restent relativement effacés, la personnalité et le point de vue des héroïnes étant privilégiés. Les parfaits gentlemen qui vont finalement obtenir leur main n'ont rien d'héroïque ; ce sont des hommes de devoir, habitués à contrôler et masquer leurs sentiments. En outre, les sphères sociales étant cloisonnées, les occasions de rencontre entre jeunes gens et jeunes filles sont des « social occasions » très codifiées où prévaut une étiquette stricte et un decorum qui interdit toute manifestation un peu vive. Aussi les scénaristes reconstruisent-ils les histoires d'amour en mettant en place un réseau de héros charismatiques, dignes des héroïnes, inventant des scènes susceptibles de compenser leur réserve : les spectateurs modernes ont besoin de voir vivre un héros qui doit se montrer digne de gagner l'amour de l'héroïne.
Les scénaristes donnent donc aux protagonistes masculins une place importante, comme Andrew Davies avec le Darcy que joue Colin Firth, rétablissant une sorte d'équilibre homme/femme capable de satisfaire les attentes sentimentales d'un public essentiellement féminin. Dans les films en particulier, ils sont transformés en héros romantiques, voire glamour, comme le Mr Knighley nettement rajeuni de Jeremy Northam dans Emma, l'entremetteuse de Douglas McGrath ou le colonel Brandon d'Alan Rickman dans le film d'Ang Lee : devenu Christopher Brandon, il lit des poèmes à une Marianne/Kate Winslet charmée. L'universitaire américaine Deborah Kaplan parle même, à leur propos, d'harlequinisation d'Austen pour répondre aux goûts du grand public.
Séducteurs et libertins sont, du coup, rendus plus sombres afin de leur ôter le charme qui en fait, dans les romans, des rivaux inquiétants pour les héros : en 1995, le scénario d'Emma Thompson interdit à Willoughby de venir se justifier auprès d'Elinor. Et si le Wickham que joue Adrian Lukis la même année est un séducteur charmeur et sans scrupule, l'inquiétant Wickham de Rupert Friend dans le film de 2005 a « le charme reptilien d'un beau sociopathe ».

##### Le traitement des décors

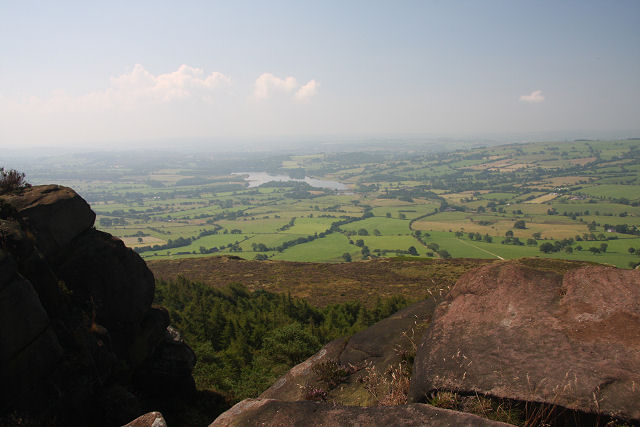
Le paysage admiré depuis The Roaches par Elizabeth, concept esthétique du pittoresque dans Orgueil et Préjugés 1995.

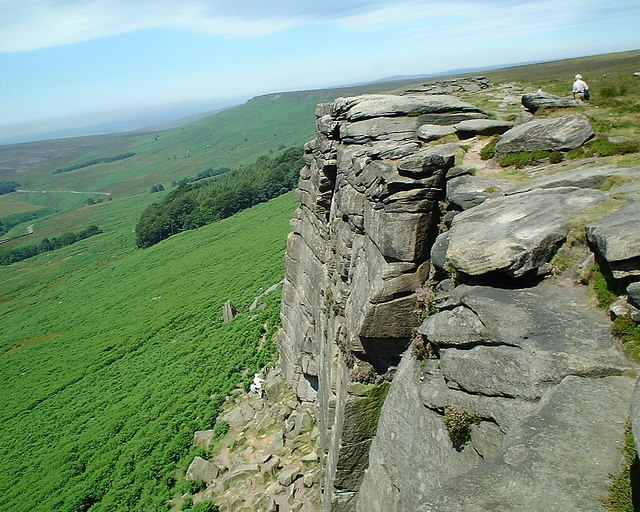
Site de Stanage Edge pour Orgueil et Préjugés 2005, concept esthétique du sublime.

À partir du moment où les intrigues sont majoritairement tournées en décors naturels (dès le Sense and Sensibility enregistré en 1981), paysages et habitations prennent de l'importance : ayant plus de présence dans les médias visuels que dans les romans, ils deviennent des éléments essentiels à la compréhension de l'histoire. Mais c'est en 1995 que s'affirme la prééminence du paysage et des panoramas : les différences entre les lieux de résidence (Norland - Barton Cottage ; Longbourn - Pemberley) sont soulignées. Gerry Scott, chef-décorateur d'Orgueil et Préjugés 1995, a affirmé la volonté de l'équipe de faire jouer un véritable rôle au paysage anglais dans le film ; Elizabeth contemple le Derbyshire d'un point de vue élevé, depuis The Roaches dans le Peak District dans la version de 1995, et du haut vertigineux des Hathersage Moors à Stanage Edge dans celle de 2005, s'appropriant métaphoriquement le comté de Darcy.
Les paysages présentent l'image classique et mythique d'une Angleterre bucolique et intemporelle (Englishness), celle qu'en a le public, quelle que soit sa nationalité. Les lieux de tournage, qui font partie du patrimoine historique britannique, souvent gérés par le National Trust, sont choisis pour correspondre au mieux aux demeures qu'ils sont censés représenter, offrant une image, sinon fidèle, du moins très vraisemblable du monde dans lequel Jane Austen a inscrit ses intrigues, et faisant des séries de la BBC en particulier, non juste des films en costumes (costum dramas) mais des heritage films (films « patrimoniaux »).
Les guides touristiques mentionnent d'ailleurs ces films pour attirer les visiteurs, créant une sorte de « tourisme de film » : ainsi, un guide des lieux de tournages (Movie Locations: A Guide to Britain and Ireland) a été édité en 2000. Le Hampshire a édité une brochure (Literary Hampshire) destinée aux touristes désireux de partir sur les traces de leurs auteurs favoris. Lyme Park a vu croître notablement le nombre de ses visiteurs après 1995, et les lieux qui ont servi de décor à Pride & Prejudice 2005 gardent des traces du tournage : des costumes à Burghley House (Rosings), le buste de Darcy à Chatsworth House (Pemberley). Quant à Bath, que Jane n'aimait pas mais où elle a vécu et situé des scènes majeures de Northanger Abbey et de Persuasion, depuis 2001 on y organise tous les ans en septembre un Festival Jane Austen. Gwen Giret et Claire Saim y consacrent un chapitre entier dans L'Encyclopédie visuelle Jane Austen, intitulé « Carnet de route Festival de Bath ».

### Représentation en image

#### Illustrations
Les premières illustrations apparaissent en France dès 1821 : les frontispices illustrés de chacun des deux tomes de La Famille Elliot, « libre traduction » de Persuasion en français par Isabelle de Montolieu. Mais il faut attendre 1833 et l'édition de Richard Bentley pour voir une édition anglaise des romans de Jane Austen avec des illustrations en frontispice : les dessins de Pickering sont gravés par Greatbach pour Orgueil et Préjugés, illustrant la confrontation entre Lady Catherine et Elizabeth Bennet et la révélation à Mr Bennet de ce que Darcy a fait pour Lydia. Sont illustrés de la même façon Northanger Abbey avec Catherine lisant, et Emma. Ce n'est qu'à partir de la publication en 1869, de A Memoir of Jane Austen (Souvenir de Jane Austen) par son neveu, James Edward Austen-Leigh, que naît un véritable intérêt pour l'œuvre dont les premières éditions populaires, disponibles en 1883, sont bientôt suivies par des éditions illustrées et des collections. L'engouement qui s'empare du public dans les années 1880 est qualifié d'« Austenolâtrie » par le père de Virginia Woolf, l'écrivain et critique Leslie Stephen.
Les six romans édités par MacMillan en 1890 sont abondamment illustrés de dessins à la plume par Hugh Thomson qui illustre aussi en 1894 Pride and Prejudice dans l'édition de George Allen. Ne se contentant pas de représenter les scènes emblématiques, il s'attache à des personnages et des scènes secondaires, croqués parfois avec ironie, ajoutant, en particulier dans l'édition de 1894, des vignettes humoristiques ou symboliques et des lettrines en tête de chapitres.
À sa suite, C. E. Brock illustre de nombreuses éditions, à la plume et à l'aquarelle, en adaptant le style de ses vignettes à l'édition qu'elles accompagnent. Son approche, dans les éditions « pour dames et demoiselles » pouvait être raffinée, voire maniérée et légèrement anachronique puisque « sensible à la conception des premières romancières de l'époque victorienne, en en montrant la délicatesse féminine et le côté un peu collet monté, la tasse de thé et la soucoupe à la main », mais elle se montre ailleurs plus virile et plus sobre, comme en témoignent ces deux éditions de Persuasion :

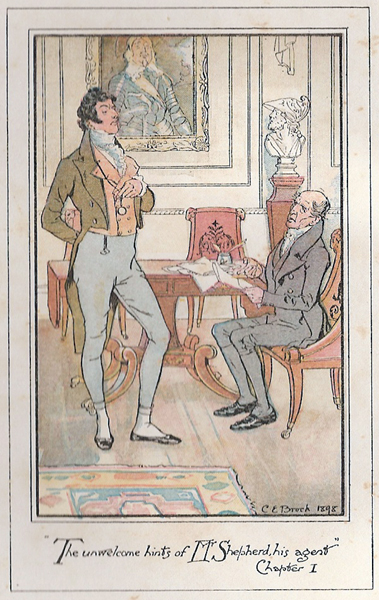
C. E. Brock (1898) : Sir Walter goûte peu les conseils d'économie du notaire (ch.1)
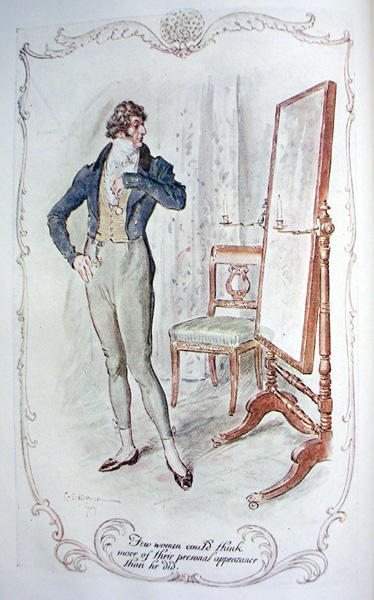
C. E. Brock (1909) : Sir Walter est particulièrement satisfait de sa personne (ch.1)
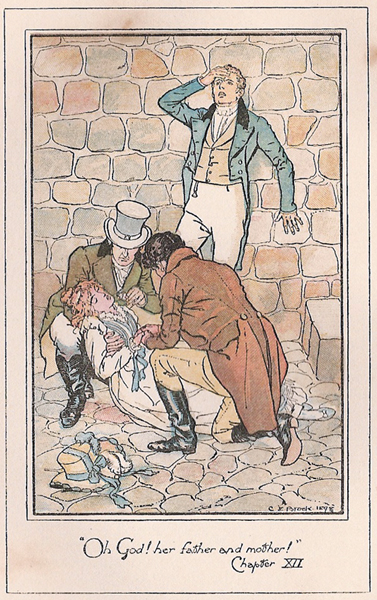
C. E. Brock (1898) : la chute de Louisa sur le Cob (ch.12)
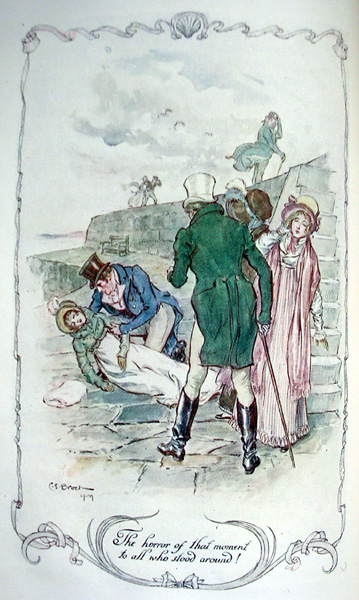
C. E. Brock (1909) : la chute de Louisa sur le Cob (ch.12)
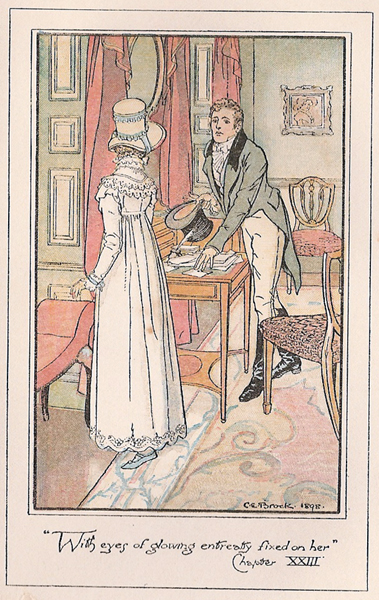
C. E. Brock (1898) : Frederick attire l'attention d'Anne sur sa lettre (ch.23)
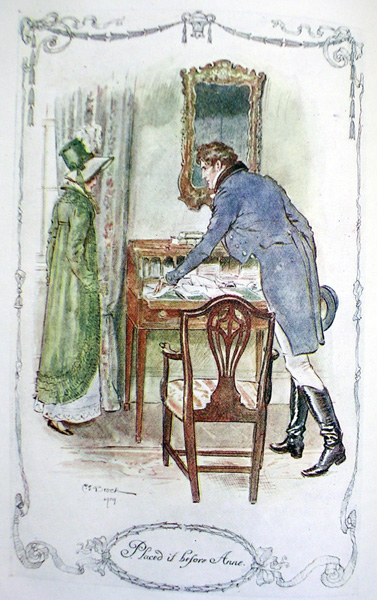
C. E. Brock (1909) : Frederick montre à Anne la lettre qu'il vient d'écrire (ch.23)

L'époque de la Régence anglaise fut un des sujets de prédilection des préraphaélites, et en particulier du peintre Edmund Blair Leighton. Nombre de ses scènes de genre évoquent le monde de « la bonne tante Jane » tel que le voyait l'époque victorienne :

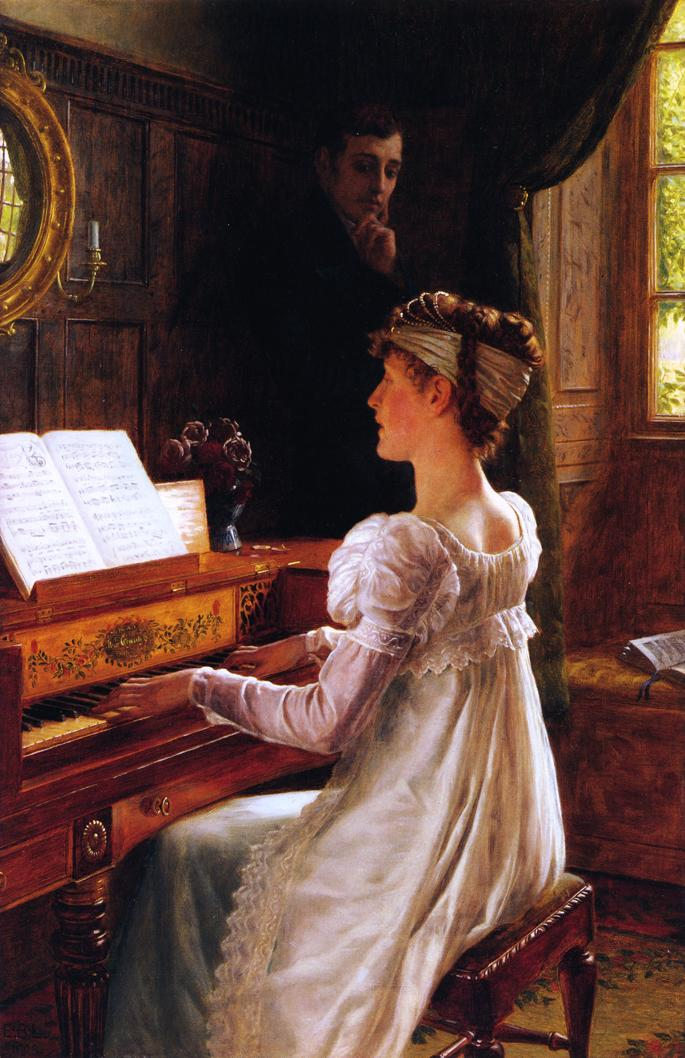
Courtship (1903)
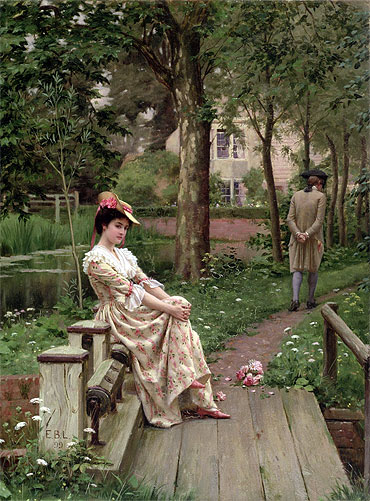
Off (1899) Demande rejetée[N 49]
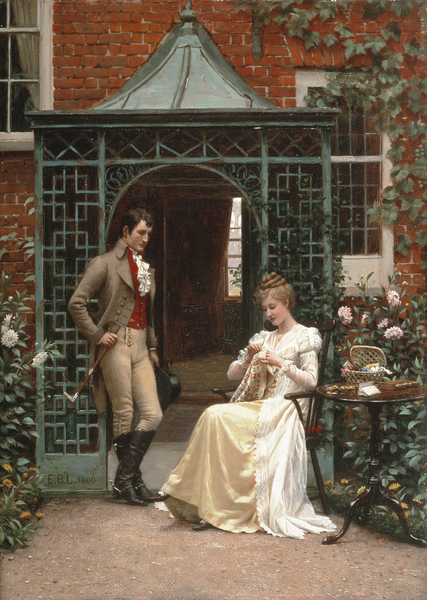
On the Threshold (1900) Sur le seuil
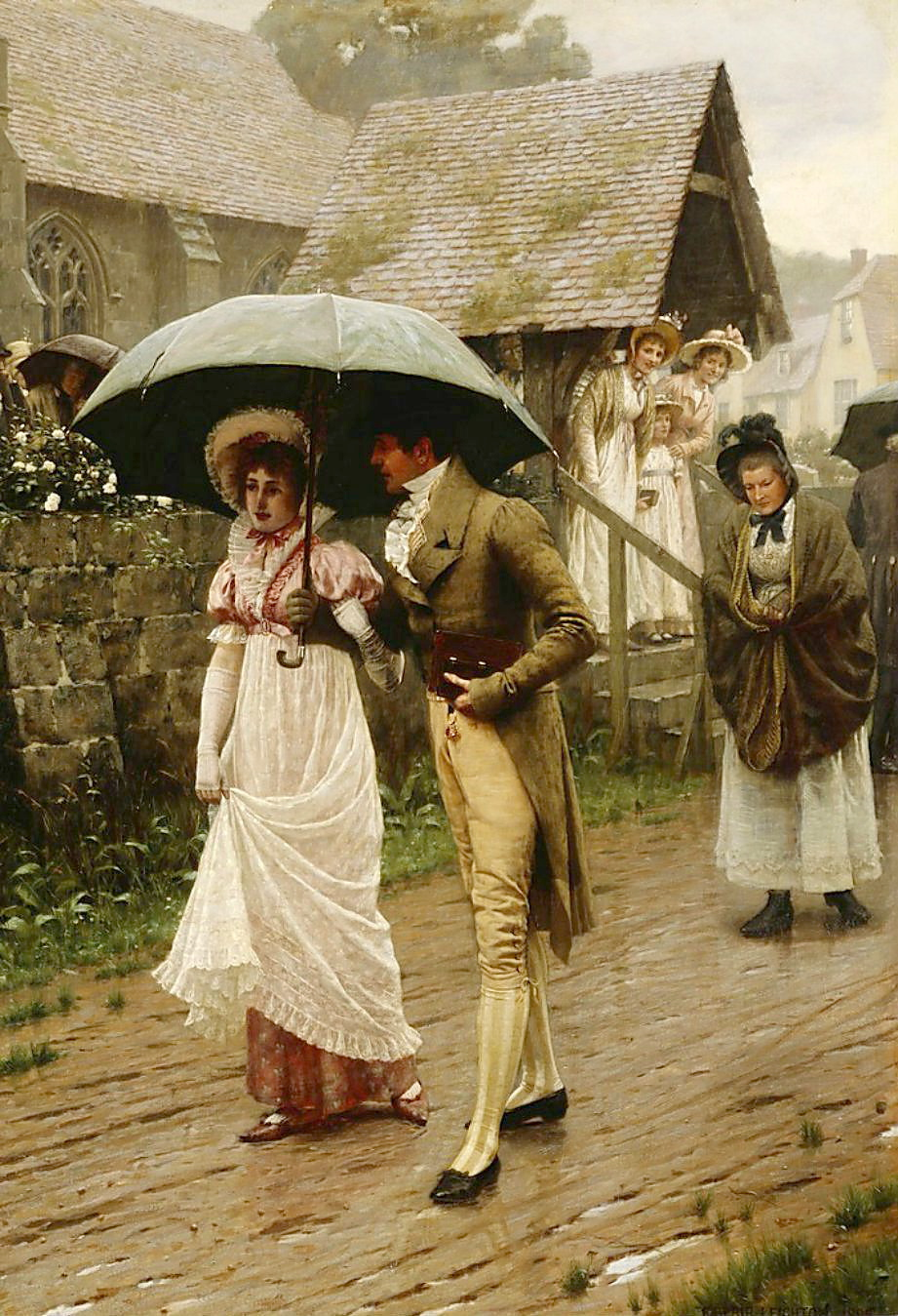
A Wet Sunday Morning (1896) Dimanche matin pluvieux
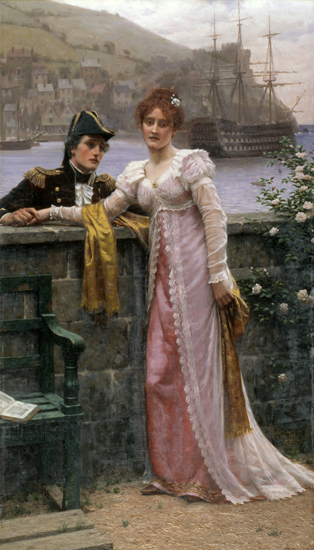
Adieu (1901)

Les éditions du XXe siècle comportent des illustrations influencées par le style de leur époque. Joan Hassall (1906-1988) réalise entre 1957 et 1975 une série de gravures sur bois pour l'édition Folio Society. Lorsque sort le film Orgueil et Préjugés en 1940, avec Laurence Olivier et Greer Garson, Grosset & Dunlap, éditeur spécialisé dans la réédition de romans illustrés par des photos du film qui en avait été tiré (Photoplay edition), met en vente trois éditions bon marché agrémentées de photos du film.

#### Premières de couverture
Les multiples éditions anglaises et américaines présentent des premières de couverture ou des jaquettes d'une très grande variété : des reproductions de tableaux de l'époque pour les éditions critiques, comme celles de Penguin Classics, Oxford World's Classics, Wordsworth Classics ou Ignatius Critical Editions, une photo extraite de la mini-série de 1995 ou l'affiche du film de 2005, pour les éditions de poche parues dans ces années-là, des dessins originaux à la plume pour Pocket Penguin Classics (la Collection blanche), des illustrations plus accrocheuses ou d'une élégance très neutre pour les éditions bon marché, en fonction du public ciblé.
Les éditions de poche françaises sont moins variées : les éditeurs n'ont pas toujours de collection suivie des romans de Jane Austen, surtout lorsqu'ils présentent des traductions récentes. Orgueil et préjugés et Persuasion en Folio classique, comme Orgueil et préjugés en Classiques de Poche présentent une reproduction de tableau ; la traduction parue en 2010 chez GF un découpage original et l'édition abrégée d’Orgueil et Préjugés dans le Livre de Poche jeunesse une photo symbolique. Christian Lacroix a créé les couvertures de neuf romans du catalogue du Livre de Poche, dont celle d’Emma. Les éditions bon marché qui proposent la collection complète des romans de Jane Austen rééditent des traductions anciennes et tombées dans le domaine public. ArchiPoche présente une série de portraits de femmes du milieu du XIXe siècle,. 10/18, dont les précédentes éditions faisaient de même, réédite depuis 2012 les six romans de Jane Austen avec des couvertures originales.

#### Bande dessinée
Marvel, l'éditeur de « Comics » américain s'est lancé dans la transposition des romans de Jane Austen, en commençant par Pride and Prejudice, en cinq épisodes, dont le premier est sorti en avril 2009 et le dernier en août de la même année, sur un scénario de Nancy Hajeski, avant de l'éditer en un seul volume. Il poursuit en 2010 avec Sense and Sensibility, illustré par Sonny Liew, puis continue avec Emma.

### Les sites sur Internet
Les sites les plus anciens sont ceux des très sérieuses Jane Austen Societies, en particulier celle d'Amérique du Nord, fondée en 1979, qui édite une revue bisannuelle : Persuasions (papier) et Persuasions On-Line, où sont présentés des travaux concernant l'œuvre et le monde de Jane Austen, et « The Republic of Pemberley », communauté virtuelle créée aux États-Unis après la diffusion de la mini-série de 1995. Un site internet est aussi adossé au Musée Jane Austen de Bath et un autre, plus modeste, à celui de Chawton.
De nombreux blogueurs passionnés ont aussi ouvert des pages consacrées à Jane Austen, essentiellement en langue anglaise, mais aussi en d'autres langues, en particulier en français ; il faut y ajouter les forums, et les nombreuses fanfictions, écrites parfois sous la forme collaborative d'une Round-robin story.
Outre les multiples vidéos mises en ligne sur YouTube, extraits liées aux films et téléfilms existants, une web-série originale en 100 épisodes de deux à huit minutes y a été créée du 9 avril 2012 au 28 mars 2013. The Lizzie Bennet Diaries, nouvel avatar d’Orgueil et Préjugés, transpose l'intrigue en Californie au XXIe siècle et se présente comme le blog vidéo personnel d'une jeune étudiante spirituelle et désargentée, Lizzie Bennet, qui prépare un Master en communication de masse et poste deux fois par semaine sur son blog un nouveau chapitre de ses carnets intimes. The Guardian considère cette transposition soignée et inventive comme « la meilleure des adaptations pour petit écran », au moment où « Elizabeth Bennet et Fitzwilliam Darcy célèbrent le deux-centième anniversaire de leur apparition en littérature ».

### Citations originales
1. ↑  Citation originale : « Nature and its beauties she approached in a sidelong way of her own »)[23].
2. ↑  Citation originale de Virginia Woolf : « She dwells frequently upon the beauty and the melancholy of nature »[23].
3. ↑  Citation originale : « Adieu to disappointment and spleen. What are men to rocks and mountains? Oh! what hours of transport we shall spend! » (Pride and Prejudice, II, iv).
4. ↑  Citation originale : « Those marvellous little speeches which sum up, in a few minutes’ chatter, all that we need in order to know a [caracter] for ever »[23].
5. ↑  Citation originale : « three or four families in a Country Village [is] the little bit (two Inches wide) of Ivory on which I work ».
6. ↑  Susan Peck écrit : « The absence of mothers [...] seems [...] to derive [...] from the almost revent her daughter's trials from occurring, to shield her from the process of maturation, and thus to disrupt the focus and equilibrium of the novel »[161].
7. ↑  Citation originale : « Jane Austen is thus a mistress of much deeper emotion than appears upon the surface »[23].